# Conferenza di Monaco
La conferenza di Monaco (conosciuta anche come accordo di Monaco o patto di Monaco) fu un incontro internazionale che si tenne dal 29 al 30 settembre 1938, fra i leader di Regno Unito, Francia, Germania e Italia, rispettivamente Neville Chamberlain, Édouard Daladier, Adolf Hitler e Benito Mussolini.
Alla conferenza si discussero le rivendicazioni tedesche sulla regione cecoslovacca dei Sudeti, abitata prevalentemente da popolazione di lingua tedesca, i cosiddetti Sudetendeutsche. La conferenza si concluse con un accordo che portò all'annessione alla Germania di vasti territori della Cecoslovacchia con il benestare delle potenze democratiche che, fedeli alla politica di appeasement, credettero di aver raggiunto un compromesso per una pace duratura, accontentando le mire espansionistiche di Hitler. Tuttavia, nonostante Francia, Regno Unito e Cecoslovacchia fossero alleate, nessun rappresentante cecoslovacco fu coinvolto nelle trattative e l'accordo fu etichettato a Praga come "diktat di Monaco" (Mnichovský diktát) o anche "tradimento di Monaco" (Mnichovská zrada).
L'accordo cercato dalle potenze democratiche era stato forse dettato dalla convinzione che, dopo tutto, esso corrispondesse all'applicazione del principio di autodeterminazione dei popoli enunciato da Woodrow Wilson nel primo dopoguerra, magari interpretato in modo perentorio e autoritario da Hitler, ma comunque valido. Se per l'opinione pubblica britannica l'accordo rappresentò in quel momento un successo che avrebbe garantito la pace e il mantenimento dello status quo nelle aree di interesse del Regno Unito, per il dittatore tedesco fu un successo diplomatico e allo stesso tempo uno smacco personale: infatti gli avrebbe imposto di agire nei limiti stabiliti dalle potenze democratiche e l'avrebbe costretto ad abbandonare i propositi iniziali di invasione totale della Cecoslovacchia. La conferenza segnò, inoltre, una sconfitta sia per i francesi, che videro annullati tutti gli sforzi diplomatici dell'ultimo ventennio tesi a stringere rapporti con i paesi dell'area danubiana in funzione anti-tedesca, sia per gli italiani, poiché ancora una volta Mussolini vide crescere in Europa il peso della dittatura nazista, a scapito dell'influenza italiana.

## Premesse

### La politica diappeasementanglo-francese
La politica britannica di appeasement verso la Germania hitleriana, convenzionalmente iniziata nel 1935 con l'accordo anglo-tedesco che legittimava il riarmo navale di Berlino, ebbe il proprio culmine tra il marzo e il settembre 1938. Questa politica di compromesso di fronte alla crescente aggressività della Germania nazista, caldeggiata dal primo ministro conservatore Neville Chamberlain, era nata dalla determinazione britannica nel cercare soluzioni costruttive e pacifiche a problemi difficili, o nei confronti di interlocutori poco propensi al dialogo. L'elemento cardine di tale atteggiamento era ciò che Chamberlain aveva definito «equilibrio dei rischi»: il Regno Unito doveva in ogni modo evitare una sfida simultanea in aree di importanza strategica lontane tra loro, nel tentativo di arginare le politiche bellicose della Germania nazista, dell'Italia fascista e dell'Impero giapponese. Il termine appeasement si era imposto negli anni 1920 per descrivere l'approccio britannico verso la Repubblica di Weimar, considerata saggia e lungimirante, ma aveva assunto un significato di timorosa politica di concessioni sul finire degli anni 1930. In realtà questa politica, nei decenni venti e trenta del Novecento, aveva risposto all'esigenza di mediazione tra interessi contrapposti, affinché fosse garantita la preminenza mondiale del Regno Unito. Chamberlain volle collocarsi in questa tradizione, molto più del suo predecessore Stanley Baldwin, sperando di produrre una «grande conciliazione dei problemi internazionali, che andasse oltre Versailles, attraverso un'azione di accordi multilaterali concertata dalla Gran Bretagna».
Chamberlain era a capo di uno Stato in quel momento orientato decisamente all'isolazionismo e al pacifismo, chiamato oltretutto a tener legati alla propria politica anche i Dominions, ancor più restii a farsi coinvolgere in conflitti avvertiti come estranei. Nonostante il primo ministro britannico non ignorasse i rischi impliciti della situazione europea, era altrettanto cosciente del fatto che il paese non era ancora in grado di affrontare una guerra per ragioni sia militari sia politiche. Fino al 1939 il Regno Unito destinò una porzione limitata del prodotto nazionale lordo alle spese militari; per essere pronto a reggere un confronto militare con la Germania, aveva bisogno del tempo che la politica di compromesso avrebbe potuto garantire. La persuasione di Chamberlain circa tale inferiorità militare si intrecciava con gli annosi problemi economici derivati dalla Grande depressione, dato che i governanti britannici si interrogavano sulla possibilità di dare priorità alle spese militari a scapito di quelle necessarie per garantire la stabilità economica. Vi era dunque, nell'appeasement, pure una seria motivazione di far uscire la Germania dalla sua «gabbia autarchica» e magari, in cambio di qualche concessione coloniale, di renderla disponibile a riaprirsi al commercio europeo con reciproci benefici finanziari. Un complesso di ragioni concorreva perciò a spingere il primo ministro britannico verso una politica di compromesso nei confronti di Adolf Hitler, anche quando questi, nel 1938, fece capire di voler ricorrere unilateralmente alla forza militare per risolvere la cosiddetta "questione cecoslovacca".
L'altra grande potenza democratica, la Francia, stava vivendo un periodo di grande fragilità politica e di isolamento. Sin dall'immediato dopoguerra aveva stipulato una serie di alleanze militari con la Polonia (1921), la Cecoslovacchia (1924), la Romania (1926) e il Regno dei Serbi, Croati e Sloveni (1927); tuttavia le promesse di assistenza militare erano spesso ambigue e l'aiuto che la Francia avrebbe potuto dare alle nazioni dell'Europa orientale era, in realtà, assai limitato: parimenti irrealizzabile si dimostrò la speranza che queste nazioni giungessero a un accordo condiviso per fare fronte comune nei confronti della Germania. Così, nel 1935, Parigi aveva cercato di irrobustire la propria posizione con un accordo con l'Unione Sovietica: la scelta fu controproducente, perché contribuì solo ad alienarsi i paesi orientali più piccoli e non garantì affatto un intervento sovietico in caso di attacco tedesco. Tali insuccessi diplomatici ebbero, inoltre, la conseguenza di rafforzare la posizione della Germania e dell'Italia fascista e di impastoiare la politica estera francese, rimasta pure senza l'appoggio formale del Regno Unito. Infatti, le relazioni tra Londra e Parigi si erano seriamente deteriorate a causa della diffidenza del governo conservatore britannico nei confronti dell'esecutivo di Fronte popolare di Léon Blum, vittorioso alle elezioni del 1936; l'incompatibilità si era estesa persino nell'affrontare i pericoli comuni che si stavano profilando in Europa. Nel ventennio precedente Parigi, in assenza di un accordo di sicurezza collettivo tra Stati democratici, si era rivolta a un sistema di intricate alleanze in funzione antitedesca, mentre Londra aveva adottato una posizione sempre più isolazionista basata sul mantenimento dei propri interessi, desiderosa com'era di evitare a ogni costo una rigida rete di accordi e patti (ritenuto un catalizzatore dello scoppio della prima guerra mondiale). Nella seconda metà degli anni trenta, con il crescente pericolo rappresentato dal bellicismo fascista nel Mediterraneo e con quello tedesco in Europa dell'Est, la Gran Bretagna invece di cooperare e coordinarsi con la Francia di Blum e cercare una strategia comune antifascista, decise di perseguire una politica propria. In particolare il ministro degli Esteri Anthony Eden seguì una politica di accordo con la Germania e di riappacificazione con l'Italia di Benito Mussolini, adottando un approccio pragmatico e flessibile nel tentativo di ricondurre i paesi fascisti alla ragione senza coordinarsi con la Francia. Seppur diffidenti nei confronti del dittatore, il 2 gennaio 1937 Eden e Chamberlain siglarono con Roma un gentlemen's agreement: partendo dal presupposto della cessazione dell'intervento italiano in Spagna, si vincolavano le due parti a non modificare lo status quo nel bacino del Mediterraneo e a rispettare i reciproci interessi in tale area. Era il coronamento dell'appeasement nei confronti dell'Italia, per la quale il Regno Unito aveva chiesto ufficialmente la condanna presso la Società delle Nazioni per aver invaso l'Etiopia, senza però far seguire alcuna seria e concreta iniziativa punitiva. L'"accerchiamento" della Francia fu completato dagli avvenimenti in Spagna, dove Francisco Franco si avviava alla vittoria sul legittimo governo repubblicano, anche grazie alla politica di "non intervento" voluta da Londra, accettata passivamente da Parigi e che precluse l'invio di armi alla Repubblica spagnola, proprio quando i nazionalisti ricevevano un flusso continuo di armamenti dall'Italia. In ultimo la rimilitarizzazione della Renania (marzo 1936) convinse il Belgio di Leopoldo III, legato alla Francia da accordi militari che risalivano al 1920, a intraprendere una politica di aperta neutralità, poiché la mossa tedesca aveva di fatto alterato gli accordi di Locarno e aveva imposto a Bruxelles una politica «esclusivamente e integralmente belga» di fronte all'immobilismo francese. In questo modo cadde l'ultima e importante linea difensiva francese contro la Germania.
Queste circostanze forzarono la Francia ad accodarsi all'appeasement che, per avere successo, avrebbe dovuto essere condotta da una posizione di superiorità. Al contrario, le due potenze occidentali si trovarono a offrire concessioni in una posizione di relativa debolezza: negli anni 1930 nessuna delle due era preparata per difendere globalmente i propri interessi e, pertanto, l'appeasement divenne un modo per prendere tempo. Una soluzione militare era fuori discussione anche a causa dell'incisività e della pressione dei movimenti pacifisti sulla classe politica che, a sua volta, scontava la propria forte chiusura ideologica: infatti sia il governo britannico, sia quello francese di Édouard Daladier (succeduto nell'autunno 1938 a Blum) nutrivano una viscerale ostilità nei confronti del comunismo e di tutti i suoi rappresentanti sia dentro sia fuori i rispettivi paesi.

### L'annessione tedesca dell'Austria

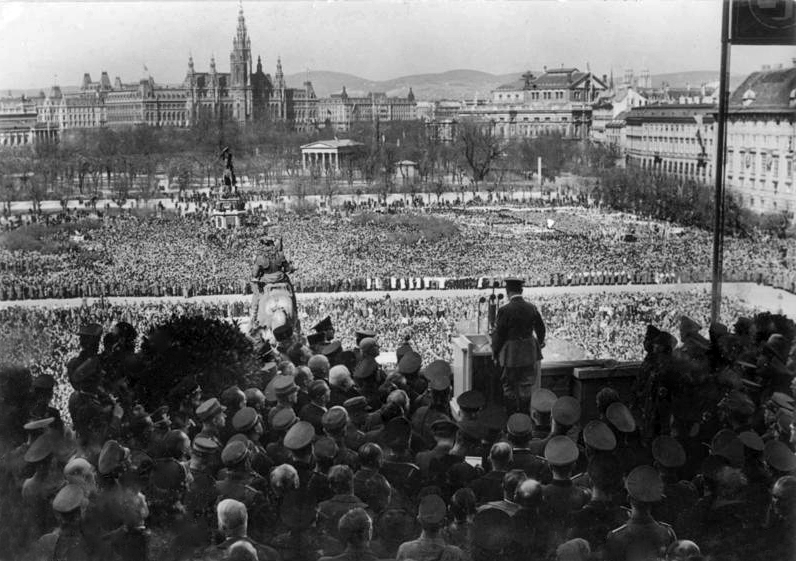
Hitler pronuncia il discorso sull'annessione dell'Austria dalla terrazza dell'Hofburg, di fronte alla folla radunata nella Heldenplatz di Vienna (15 marzo 1938)

Dopo la rischiosa avventura renana la Germania nazista aveva percepito i pericoli che avrebbero comportato ulteriori manovre troppo brusche; non modificò i propri progetti, ma adottò una maggior circospezione nell'attuarli. Le direttive di Hitler prevedevano un'alleanza globale con i britannici – potenza di cui egli ammirava e rispettava la forza militare e razziale in quanto considerati "ariani" – e un'alleanza europea con l'Italia fascista. Le trattative con Londra furono affidate a Joachim von Ribbentrop, inviatovi in qualità di ambasciatore e con il compito specifico di convincere i britannici ad accettare una Germania egemone sul continente europeo, argine del comunismo sovietico e garante di stabilità. In cambio, all'Impero britannico sarebbe stata data via libera per il predominio navale, corretto solo dalla restituzione alla Germania delle colonie che le erano state tolte dopo la prima guerra mondiale. Questo tentativo fu vanificato dall'incapacità di von Ribbentrop, ma diede ai tedeschi il tempo necessario per continuare con determinazione l'avvicinamento all'Italia, che in quel momento esercitava una forte influenza politica sull'Austria e che, pertanto, precludeva in parte i collegamenti tedeschi verso i Balcani e il Medio Oriente. Infatti la politica estera fascista, soprattutto dalla fine degli anni 1920, aveva dedicato molte energie per accrescere prestigio e influenza dell'Italia in vista del ritorno sulla scena di potenze uscite sconfitte o ridimensionate dalla prima guerra mondiale (come la Germania o l'URSS, erede dell'Impero russo): in questo senso il fascismo cercò di penetrare nell'area balcanica con un sistema di alleanze e con il controllo totale dell'Adriatico. L'ascesa al potere del nazismo e il putsch di luglio nel 1934 palesarono subito le mire di Hitler verso l'Austria, tanto da spingere Mussolini a stringere strette intese doganali con Austria, Ungheria e a concedere appoggio diplomatico al governo filo-fascista di Vienna, in modo tale da impedire – o quantomeno ritardare – l'annessione dell'Austria alla Germania. Ecco perché, per Hitler, era fondamentale mostrarsi legato e devoto a Mussolini: per tutto il 1937 corteggiò il dittatore italiano con il cliché dell'Italia dominante nel Mediterraneo e con l'inevitabilità dell'Anschluss, prologo per una Germania padrona nel continente. Il fascino che la potenza militare tedesca suscitò in Mussolini durante la sua visita a Berlino a fine settembre lo persuase della necessità di allinearsi alla politica tedesca (specialmente se diretta in senso anti-comunista), nonostante fosse cosciente che ciò avrebbe comportato il raffreddamento dei rapporti con il Regno Unito, la Francia, l'Austria e, probabilmente, anche con l'Ungheria. Viceversa, fu una mossa che diede a Hitler la certezza di poter manipolare la politica estera dell'Italia, un paese ancora invischiato nelle vicende spagnole e nella dispendiosa e infruttuosa occupazione dell'Etiopia.
Dal canto suo Mussolini sapeva di aver acquisito in campo internazionale un peso non trascurabile: aveva rinsaldato i suoi legami con i paesi dell'area danubiana, aveva firmato nel marzo 1937 un accordo con la Jugoslavia filo-fascista del reggente principe Paolo Karađorđević e del primo ministro Milan Stojadinović, aveva concluso il gentlemen's agreement con il Regno Unito e, con la vittoria franchista all'orizzonte, stava accarezzando l'idea di trasferire ingenti truppe in Italia meridionale in vista del progettato attacco contro l'Albania. Durante le settimane che seguirono il viaggio di Mussolini in Germania, il Duce fu colto da una vera e propria «frenesia filogermanica» e, in tale contesto, furono prese una serie di decisioni che testimoniarono sia le velleità bellicose dell'Italia, sia i primi segnali di sottomissione all'alleato tedesco. Il 30 ottobre fu richiamato l'ambasciatore italiano a Parigi, il 6 novembre fu firmato il Patto anticomintern e fu riconosciuta la sovranità giapponese sullo Stato fantoccio di Manciukuò; infine, l'11 dicembre Mussolini proclamò il ritiro definitivo dell'Italia dalla Società delle Nazioni. Durante l'incontro tra Hitler e Mussolini, però, i due avevano evitato di parlare della questione austriaca: Hitler era cosciente che l'Austria rappresentava il punto sensibile nei rapporti col suo omologo italiano e, al contempo, Mussolini sapeva che non avrebbe potuto assicurarsi l'amicizia del Führer senza accondiscendere alla volontà tedesca di annettersi lo Stato austriaco. Cedette però solamente dopo che Hitler ebbe assicurato di riferire in anticipo a Roma qualsiasi azione tedesca nella zona danubiana. Ciononostante, quando l'11 marzo 1938 il Duce ricevette un messaggio da Hitler che l'avvertiva dell'Anschluss, in realtà le truppe tedesche erano già alla frontiera austro-tedesca; Mussolini prese atto della cosa obtorto collo, un'accettazione passiva dell'operato tedesco che rappresentò un grosso smacco per il capo del governo fascista e il crollo di tutta la politica che egli aveva condotto negli ultimi quindici anni nell'area danubiano-balcanica.
Già in base al verbale redatto durante l'incontro tra Hitler, i principali collaboratori politici e i capi delle forze armate del 5 novembre 1937, la Cecoslovacchia e l'Austria sarebbero stati i primi obiettivi del Führer nel riassetto geopolitico europeo; sarebbero quindi venute la Polonia (per le operazioni contro la quale sussisteva, però, l'incognita del comportamento dell'Unione Sovietica) e la sconfitta di Francia e Regno Unito, da attuarsi non dopo il 1943-1945. Hitler pensava comunque che si dovesse agire con la massima celerità e così, dopo l'indolore annessione dell'Austria, egli si rivolse alla vicina Cecoslovacchia.

## La questione dei Sudeti

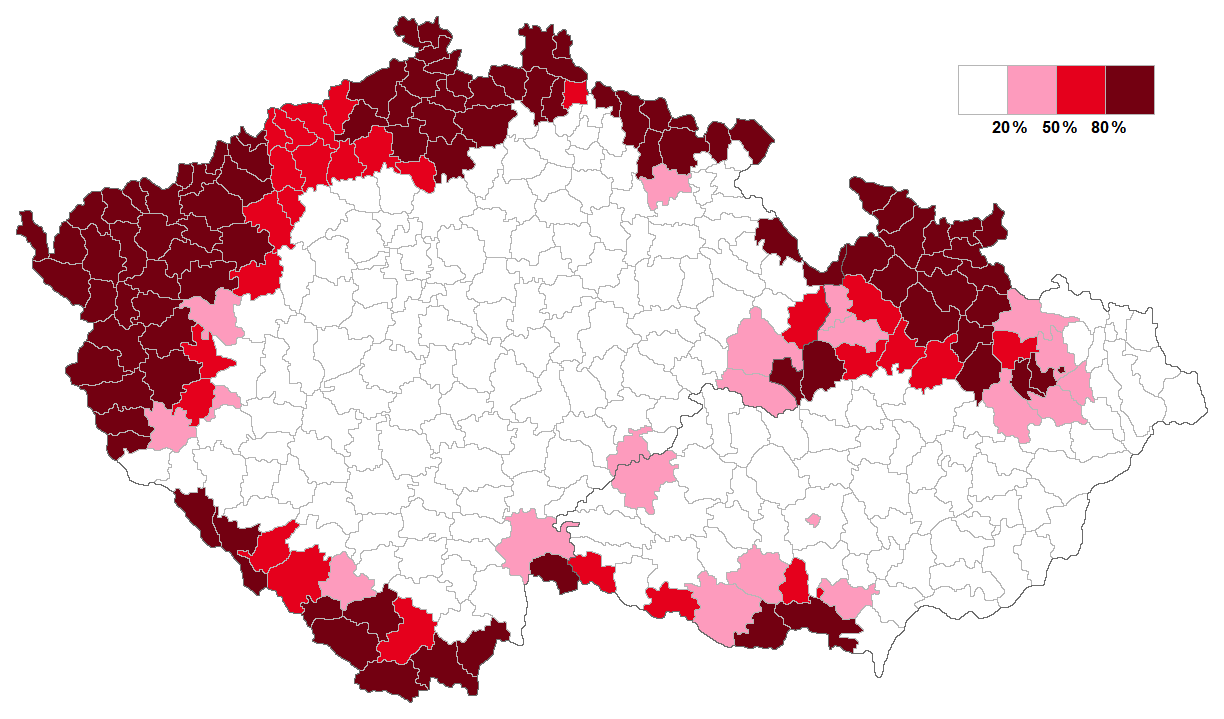
La distribuzione della popolazione germanofona nel periodo interbellico entro gli attuali confini della Repubblica Ceca

La Repubblica cecoslovacca era nata dalla rovina dell'Impero austro-ungarico con il trattato di Saint-Germain-en-Laye, stipulato durante la conferenza di pace di Parigi del 1919. Si trattava di uno Stato multietnico costruito intorno a una regione abitata prevalentemente da cechi e da slovacchi, con una forte presenza, stimata in 3,25 milioni di individui, dei cosiddetti tedeschi dei Sudeti (Sudetendeutsche), che abitavano principalmente nei territori al confine con Austria e Germania. Vivevano nel territorio della repubblica, inoltre, un milione di ungheresi e 500 000 ruteni. La Cecoslovacchia, dunque, si trovò sin da subito nella condizione di dover gestire le tensioni etniche, con la componente tedesca della popolazione che avvertiva l'attrazione del Reich tedesco, nonostante non ne avesse mai fatto parte.
Paradossalmente i tedeschi dei Sudeti conducevano un'esistenza abbastanza serena, certamente migliore di ogni altra minoranza in Cecoslovacchia o delle minoranze tedesche in Polonia o Italia. Avevano rappresentanti in parlamento, utilizzavano la propria lingua nelle scuole e nei documenti burocratici, godevano di pari opportunità di carriera e pieni diritti di cittadinanza; per loro era stato difficile, soprattutto, rassegnarsi al drastico ridimensionamento dell'egemonia che, sotto gli Asburgo, avevano esercitato in Boemia e in Moravia. Poiché però abitavano nelle zone dove era concentrata la maggior parte delle industrie del paese, avevano mantenuto un'ottima condizione di vita e una relativa armonia coi cechi. La crisi economica mondiale del 1929, tuttavia, colpì con particolare durezza proprio le industrie manufatturiere e, di conseguenza, la popolazione tedescofona. Ciò contribuì a destabilizzare la pacifica convivenza fra tedeschi e cechi.

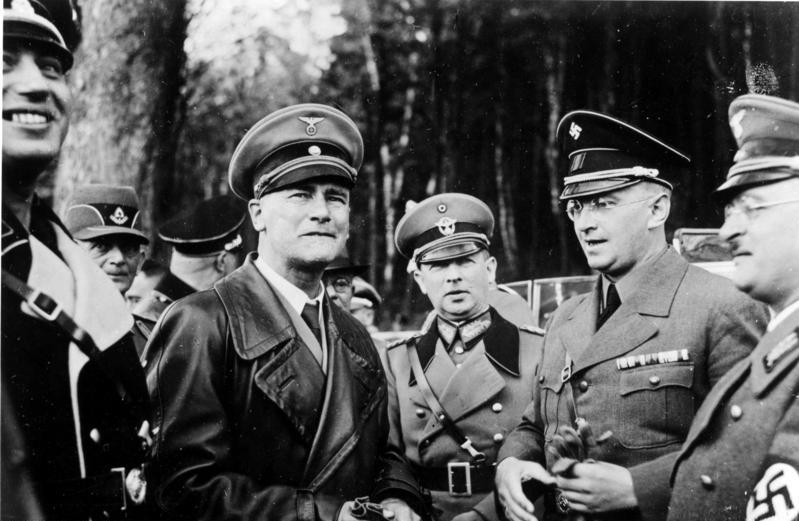
Henlein (destra) con il ministro dell'Interno del Reich Wilhelm Frick, durante una visita di quest'ultimo nella regione dei Sudeti (23 settembre 1938). Dietro di loro, al centro, è Adolf von Bomhard, tenente generale della Ordnungspolizei.

Nel 1933 due terzi dei disoccupati del paese appartenevano alla minoranza germanofona e molti di questi iniziarono a guardare con fiducia via via che la sua economia iniziava a riprendersi, sostenuta dalla politica del riarmo. Secondo lo storico William L. Shirer, inoltre, fu solo con l'ascesa di Hitler nel 1933 che «il virus del nazionalsocialismo si trasmise ai tedeschi dei Sudeti». In quell'anno, fu costituito il partito dei tedeschi dei Sudeti (Sudetendeutsche Partei o SDP), capeggiato da Konrad Henlein, che dal 1935 sarebbe stato segretamente sovvenzionato dal ministero degli Esteri tedesco. In due anni il partito sarebbe riuscito a raccogliere la maggioranza dei tedeschi dei Sudeti, con il partito socialdemocratico e il Partito Comunista come uniche forze politiche alternative. Nel 1936, infatti, il partito filo-nazista di Henlein ottenne il 63% dei voti tra l'elettorato di etnia tedesca. Il governo ceco, conscio del pericolo che ciò avrebbe potuto rappresentare, decise importanti concessioni economiche, ammise i tedeschi nella pubblica amministrazione e affidò appalti governativi a ditte dei Sudeti; tuttavia, era ormai troppo tardi. Le ingenti sovvenzioni da parte della Germania consentirono a Henlein di abbracciare senza indugi la linea separatista, sì che nella primavera 1938 (sull'onda dell'annessione tedesca dell'Austria) egli diede avvio ad azioni violente contro gli avversari politici, che portò il Sudetendeutsche Partei al 75% dei consensi durante la campagna elettorale primaverile. A quel punto il governo di Praga accordò uno statuto autonomo ai tedeschi e offrì ulteriori aiuti economici, tuttavia Henlein era determinato alla secessione e Hitler alla guerra.
Il 24 giugno 1937, per volere di Hitler, il feldmaresciallo Werner von Blomberg aveva tracciato il Fall Grün ("Caso verde"), nome in codice per designare un attacco di sorpresa contro la Cecoslovacchia; ulteriormente elaborato, fu presentato dal dittatore alla conferenza che tenne ai generali il 5 novembre, avvertendoli che la «calata sui cechi» avrebbe dovuto essere effettuata con velocità fulminea e avrebbe potuto aver luogo «già nel 1938». La facile occupazione dell'Austria in marzo fece apparire il "Caso verde" abbastanza urgente; il piano doveva essere messo a punto e cominciarono subito i preparativi per attuarlo. Hitler respinse in ogni caso «l'idea di un attacco strategico da sferrare senza un motivo o una possibile giustificazione», a causa dell'ostilità dell'opinione pubblica mondiale che avrebbe potuto creare situazioni critiche; ritenne anche un secondo progetto, un attacco a seguito di discussioni diplomatiche che conducessero gradatamente a una crisi e alla guerra, come non accettabile «perché i cechi [i verdi] avrebbero preso misure di sicurezza». Almeno per il momento, il Führer preferì una terza opzione: «Azione fulminea giustificata da un incidente», ad esempio l'uccisione di un ministro tedesco nel corso di una dimostrazione antitedesca.
L'invasione della Cecoslovacchia, a ogni modo, si presentava sotto una luce ben diversa rispetto a quella dell'Austria, poiché la maggior parte della popolazione era avversa a Hitler, al nazismo e all'idea di passare sotto il dominio tedesco. La repubblica era un paese più ricco e potente dell'Austria, con un esercito di dimensioni notevoli, disciplinato e ben organizzato, che avrebbe mostrato determinazione nel resistere a un'invasione tedesca. Era rimasta inoltre l'unica democrazia nell'Europa centro-orientale, rappresentava uno dei pilastri del cosiddetto "sistema di Versailles" e godeva dell'appoggio francese.
Informati del piano di Hitler di annientare la Cecoslovacchia, la maggior parte degli ufficiali (soprattutto prussiani) andò nel panico, non tanto perché non condividessero un simile obiettivo, ma perché contestavano la prematura avventatezza dell'intera operazione, che minacciava di scatenare una guerra europea prima che la Germania fosse adeguatamente preparata. La Cecoslovacchia godeva infatti della protezione di Regno Unito e Francia e un attacco avrebbe rappresentato un atto di aggressione contro uno Stato sovrano sul quale – a differenza del caso austriaco – la Germania non poteva vantare alcun diritto. In tutta risposta, il Führer decise di allontanare coloro che diffidavano del suo operato e delle sue decisioni, prima di imprimere una svolta più radicale alla politica estera. All'inizio del 1938, il dittatore attuò una drastica purga nei vertici diplomatico-militari: uno scandalo ben orchestrato (che sarebbe divenuto noto come scandalo Fritsch-Blomberg) dai servizi segreti consentì la rimozione del feldmaresciallo Werner von Blomberg e del colonnello generale Werner von Fritsch dai loro posti di massima responsabilità nelle forze armate; Hitler si nominò quindi comandante supremo dell'esercito e si circondò di esecutori passivi e inetti, come i generali Wilhelm Keitel e Alfred Jodl. Rimpiazzò inoltre il conservatore ministro degli Esteri Konstantin von Neurath con il fidato uomo di partito von Ribbentrop e infine richiamò i tre ambasciatori a Roma, Tokyo e Vienna, sostituendoli con altrettanti elementi a lui fedeli.

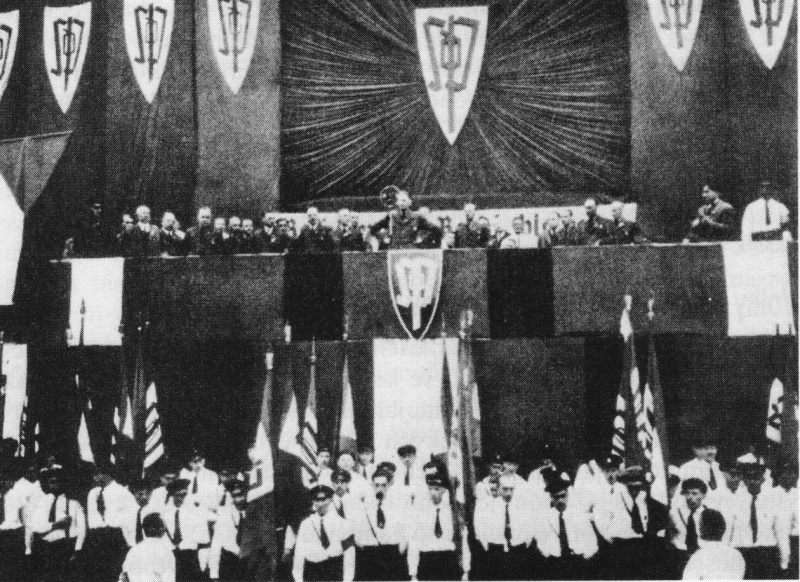
Karl Hermann Frank durante un discorso al congresso dell'SDP il 24 aprile 1938

Nonostante ciò, ancora il 5 maggio 1938 il capo di stato maggiore dell'esercito Ludwig Beck informò Hitler che la Germania non avrebbe potuto vincere una guerra qualora, come riteneva probabile, l'Impero britannico fosse sceso in campo e il 16 distribuì un memorandum ai generali in cui metteva in guardia dai rischi di un'invasione, ventilando perfino l'ipotesi di ordinare dimissioni di massa in segno di protesta contro Hitler. Gli altri ufficiali però, demoralizzati dopo lo scandalo Fritsch-Blomberg e incatenati dalle tradizioni prussiane di non invischiarsi nella politica, rifiutarono a Beck qualsiasi appoggio, anche perché in quei giorni si verificò un momento di acuta tensione diplomatica, definito "crisi di maggio". Venerdì 20 il da poco fondato Oberkommando der Wehrmacht (OKW) aveva studiato e sottoposto a Hitler una versione riveduta del "Caso verde", ma alcune delle direttive erano trapelate all'estero e scatenarono le più ampie preoccupazioni nei governi di Londra, Parigi, Praga e Mosca; i cechi annunciarono l'inizio della mobilitazione parziale e Regno Unito, Francia e Unione Sovietica dimostrarono (di fronte a ciò che sembrò loro un'imminente minaccia tedesca) una fermezza e un'unione di cui non avrebbero più dato prova. Informato dell'iniziativa cecoslovacca, Hitler si lasciò andare a un accesso di rabbia, per nulla placato dai dispacci inviatigli all'Obersalzberg dal ministero degli Esteri, nei quali si riportavano le continue chiamate degli ambasciatori britannico e francese per avvertire la Germania che l'aggressione contro la Cecoslovacchia avrebbe significato la guerra in Europa. La pressione diplomatica sui tedeschi si mantenne strenuamente elevata per l'intero fine settimana e in ultimo lunedì 23 maggio, soffocando il proprio orgoglio, Hitler ordinò a von Ribbentrop di informare l'ambasciatore ceco che la Germania non aveva intenzioni aggressive nei riguardi della Cecoslovacchia e che le notizie circa concentrazioni di truppe tedesche alla frontiera erano prive d'ogni fondamento.
La crisi di maggio, in ogni caso, non ebbe ripercussioni sulla campagna propagandistica scatenata contro la Cecoslovacchia (definita da Hermann Göring «l'inconcepibile creazione [di Versailles]») subito dopo l'annessione dell'Austria. La stampa tedesca reclamava la restituzione dei Sudeti e denunciava presunte atrocità nei confronti della minoranza, etichettando Praga «capitale mondiale degli incendiari» e «cavallo di Troia del bolscevismo in Europa centrale». A fine marzo Henlein si recò a Berlino e il 28 si incontrò con Hitler, Ribbentrop e Rudolf Hess, ricevendo istruzioni riassunte dallo stesso Henlein con la frase: «Dobbiamo sempre richiedere tanto, da non poter essere mai accontentati». Le rivendicazioni della minoranza tedesca in Cecoslovacchia erano dunque per Hitler un mero pretesto per minare l'unità del paese e per confonderne e fuorviarne gli alleati, nascondendo il suo vero scopo, ossia quello dichiarato nel discorso pronunciato il 5 novembre dinanzi ai capi militari. Malgrado quel che era accaduto in Austria, i dirigenti politici franco-britannici non reagirono con la dovuta energia e durante tutta la primavera e l'estate, anzi quasi sino all'inizio della conferenza di Monaco, sembrò che i primi ministri Chamberlain e Daladier avessero creduto sinceramente – come, del resto, la maggior parte del mondo – che Hitler avesse voluto solo rendere giustizia ai tedeschi dei Sudeti. In effetti, verso la fine della primavera sia Londra sia Parigi uscirono dal loro riserbo ed esercitarono pressioni sul governo cecoslovacco affinché facesse ampie concessioni in proposito: il 3 maggio il nuovo ambasciatore tedesco a Londra, Herbert von Dirksen, riferì a Berlino che Lord Halifax lo aveva informato di un contatto diplomatico che il governo britannico avrebbe presto presentato a Praga, «allo scopo di indurre Beneš a dimostrare il più possibile la sua volontà di venire a un accomodamento coi tedeschi dei Sudeti». Il 7 gli ambasciatori britannico e francese a Praga esortarono il governo ceco a «fare tutto il possibile per andar incontro alle richieste dei Sudeti», cosa che provocò soddisfazione in Hitler e Ribbentrop.
Il 30 maggio Hitler firmò nuove direttive per il "Caso verde", in cui avvisò i generali della Wehrmacht che l'invasione della Cecoslovacchia sarebbe dovuta avvenire entro il 1º ottobre 1938. I dissidi con il generale Beck però non calarono e continuarono per quasi tutta l'estate, fino a quando egli fu costretto a dare le dimissioni il 18 agosto venendo sostituito dal colonnello generale Franz Halder.

## La strada verso Monaco

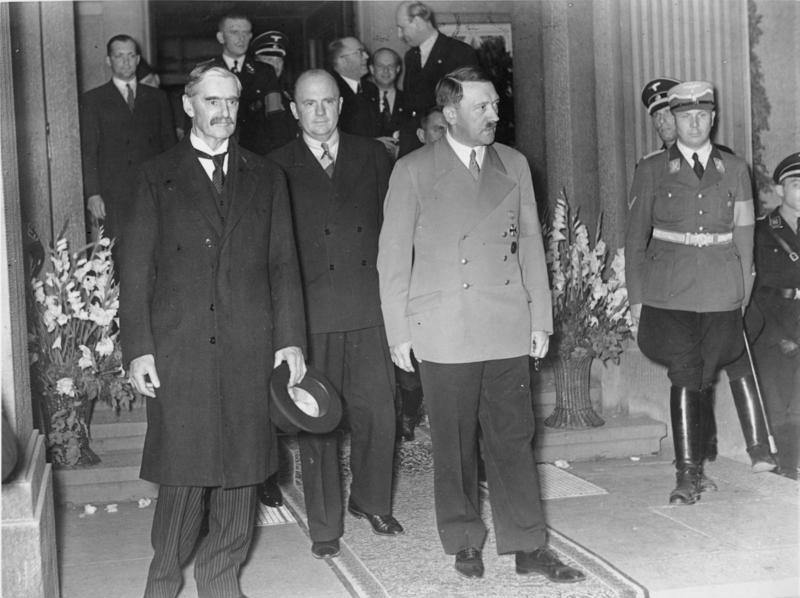
23 settembre 1938: Chamberlain e Hitler poco dopo l'incontro di Bad Godesberg

Agli inizi di settembre gli eventi imboccarono una svolta importante. Pur dopo un'accurata preparazione propagandistica e aver allertato l'esercito, a Hitler era sfuggito quanto Chamberlain fosse determinato a evitare una nuova guerra europea: il primo ministro britannico, in realtà, non aveva ancora chiarito a sé stesso se il dittatore puntasse alla conquista dell'Europa o a riparare i torti del trattato di Versailles; ma, in ogni caso, credette che se gli fosse stata data soddisfazione nella tormentata vicenda ceca, si sarebbero potute scongiurare le ostilità. A Norimberga il 12 settembre Hitler minacciò di scatenare una guerra se non fosse stato concesso ai tedeschi dei Sudeti il diritto all'autodeterminazione. Venuto a conoscenza di tali dichiarazioni il primo ministro Chamberlain chiese un incontro a Hitler. Nel frattempo, su ordine del Führer, i militanti nazisti cechi provocavano intenzionalmente incidenti allo scopo di scatenare la repressione della polizia di Praga e dare alla Germania un pretesto per lanciare un'azione militare. In questo clima di tensione il primo ministro britannico salì in aereo alla volta di Monaco e si incontrò con il Führer dicendosi subito disposto a concedere una revisione dei confini, per venire incontro ai desideri della minoranza di lingua tedesca residente nei Sudeti. Ciò non sembrò soddisfare Hitler e, di fronte alla spavalderia del dittatore tedesco, Chamberlain ribatté che se non era ammessa altra alternativa se non la guerra, non si capiva dunque perché il Führer avesse accettato l'incontro. Di fronte a questa obiezione Hitler concesse un nuovo incontro per il 22 nella località di Bad Godesberg, sulle rive del fiume Reno. Nel frattempo, Chamberlain si era consultato con il suo omologo Daladier che, alla fine, aveva accettato la soluzione compromissoria di limitate concessioni territoriali da parte di Praga: le diplomazie di Londra e Parigi rinnovarono perciò le discussioni con la Cecoslovacchia. Nel tardo pomeriggio del 21 settembre l'esecutivo Hodža, sconcertato dalla nuova posizione dei suoi potenti alleati, si rassegnò ad accoglierne il progetto, pur riuscendo a strappare l'assicurazione che si sarebbero dichiarati garanti dell'integrità dello Stato cecoslovacco. Beneš emanò un comunicato governativo che spiegò con amarezza: «Non abbiamo avuto altra scelta perché siamo stati abbandonati» ma, in sede privata, dichiarò con maggior durezza: «Siamo stati vilmente traditi». L'indomani il gabinetto rassegnò le dimissioni e il generale Jan Syrový, ispettore generale dell'esercito, fu nominato capo di un nuovo "governo di concentrazione nazionale". Quello stesso giorno Chamberlain si incontrò con Hitler a Bad Godesberg e poté confermargli che i francesi avrebbero accettato di discutere dell'intera questione dei Sudeti, affermando che non ci sarebbero state difficoltà a raggiungere un accordo. Tuttavia Hitler ribatté che i recenti episodi di violenza contro la minoranza tedesca dei Sudeti imponevano un'occupazione militare e puntualizzò che si sarebbero dovute soddisfare anche le rivendicazioni accampate dai governi autoritario-nazionalisti di Polonia e Ungheria sullo Stato cecoslovacco. Queste notizie provocarono un netto irrigidimento di Praga: Syrový e la giunta militare respinsero qualsiasi altra concessione e decretarono la mobilitazione generale. Pure Chamberlain, temendo di incorrere in un'umiliazione internazionale, non poté accettare le nuove pretese tedesche e, alla conclusione dell'incontro, inviò a Berlino una delegazione per far presente a Hitler che un'azione unilaterale avrebbe significato l'intervento militare britannico.
Il Führer, ancora fortemente irritato per il risultato dell'incontro con Chamberlain, invitò il capodelegazione britannico Sir Horace Wilson al discorso che avrebbe tenuto il 26 settembre al Berliner Sportpalast. Il discorso raggiunse il suo apice quando Hitler scagliò una violenta invettiva contro i cechi, tanto che lo storico William L. Shirer, presente tra il pubblico, notò che Hitler «raggiunse un parossismo quale non avevo mai ravvisato ... urlava come un matto, gli occhi accesi di fanatismo», e dando «letteralmente in smanie» dichiarò che non era più possibile chiudere gli occhi di fronte all'intollerabile genocidio che i tedeschi dei Sudeti stavano subendo in Cecoslovacchia. Il Führer affermò poi che avrebbe marciato personalmente in testa alle sue truppe non oltre il 1º ottobre 1938, data prescelta per l'occupazione militare dei Sudeti. Trasportato dalla sua stessa ira e dai fragorosi applausi della folla assiepata nello Sportpalast, secondo Shirer, Hitler ebbe comunque «la furbizia di lasciare un appiglio al primo ministro britannico; lo ringraziò infatti per gli sforzi per la causa della pace e ripeté che quella era la sua ultima rivendicazione territoriale in Europa», affermando infine: «I cechi, noi non li vogliamo!».

## La conferenza

### Svolgimento dell'incontro
Proprio nel momento in cui Francia e Regno Unito si stavano preparando alla guerra, Hitler fece inaspettatamente marcia indietro. Egli aveva avuto uno scambio con Göring che, al pari dei generali, aveva avvertito il rischio di scatenare una guerra continentale per una questione sulla quale la Germania aveva, di fatto, già ottenuto ciò che voleva. Il braccio destro del dittatore poté dunque organizzare un incontro a quattro con britannici, francesi e soprattutto italiani, i quali suggerirono di rinviare l'invasione a dopo i colloqui. Il Führer, persuaso dalle riserve di Göring e vedendo nella richiesta di Mussolini una comoda via d'uscita priva di umiliazioni, acconsentì ai preparativi di una conferenza a Monaco per il 29 settembre.
Ancor più della disposizione di Mussolini, l'ideale soluzione fu offerta a Hitler dallo stesso Chamberlain il 28 settembre; questi scrisse al Führer che era pronto a recarsi a Berlino per discutere nei termini più favorevoli la questione dei Sudeti, soggiungendo: «Non posso credere che vogliate assumervi la responsabilità di scatenare una guerra mondiale che può mettere a repentaglio l'intera civiltà a causa di alcuni giorni di rinvio nella soluzione di questo annoso problema». Il primo ministro britannico, che fino a poche ore prima aveva parlato chiaramente di guerra, rinunciò alla propria posizione e offrì a Hitler i Sudeti «su un piatto d'argento»; sollevò il dittatore tedesco dal rischio di portare la sua scommessa fino in fondo e, anzi, gli consentì di passare per un "pacificatore" con la complicità di Mussolini.
Fra il 28 e il 29 settembre i governi britannico e tedesco contattarono ufficialmente il Duce e gli comunicarono la novità dell'incontro; Hitler gli fece arrivare anche le condizioni alle quali avrebbe accolto un compromesso e Mussolini accettò di farsene interprete. Di prima mattina Hitler si recò a Kufstein, cittadina situata sull'ex frontiera austro-tedesca, per incontrare Mussolini e concertare con lui l'azione comune da svolgere alla conferenza. Nel treno che lo riconduceva a Monaco, Hitler dimostrò un umore bellicoso e sulla carta geografica spiegò al Duce in che modo intendeva liquidare la Cecoslovacchia; il Führer affermò che se i colloqui di quel giorno non avessero avuto un successo immediato sarebbe ricorso alle armi. Il ministro degli Esteri Galeazzo Ciano riferì che il Führer aggiunse: «Del resto, verrà il giorno in cui noi dovremo combattere fianco a fianco contro la Francia e l'Inghilterra». Diversamente, i due leader democratici non si incontrarono in anticipo allo scopo di elaborare una strategia comune per fronteggiare i due dittatori: a molti osservatori in contatto con le delegazioni britannica e francese di Monaco questa mancanza di coordinamento risultò chiara con il procedere dell'incontro. Apparve inoltre evidente che Chamberlain era venuto a Monaco assolutamente deciso a impedire che qualcuno potesse ostacolare le sue intenzioni di pacificazione.
La sera del 29 settembre i quattro statisti si incontrarono ufficialmente a Monaco, per iniziare una conferenza abbastanza anomala: infatti non era stato invitato alcun rappresentante cecoslovacco e nemmeno dell'Unione Sovietica, la cui assenza fu giustificata col pretesto che i dittatori fascisti non avrebbero mai accettato di sedersi allo stesso tavolo con un rappresentante di un paese comunista. In realtà, sembra che Chamberlain credesse che Iosif Stalin non avrebbe mai acconsentito allo smembramento della Cecoslovacchia, cui era legato da un patto di mutua assistenza; a riprova, il 21 settembre il commissario per gli Affari esteri Maksim Maksimovič Litvinov aveva confermato, a Ginevra, che l'URSS avrebbe considerato valido il suo trattato con Praga e tale decisione era stata ribadita poco dopo dal ministro plenipotenziario russo allo stesso Beneš, che lo aveva convocato. Purtuttavia, il patto ceco-sovietico avrebbe previsto l'intervento di Mosca a condizione che la Francia fosse scesa in campo, eventualità sfumata nel momento in cui Daladier aveva deciso per l'appeasement. I sovietici, perciò, furono tenuti all'oscuro delle trattative.
La bozza dell'accordo era già stata stilata quella mattina da Göring, cui aveva dato veste formale il segretario speciale di von Ribbentrop, Ernst von Weizsäcker, con la partecipazione di von Neurath (da pochi mesi rimosso dal dicastero degli Esteri). Dato che von Ribbentrop riteneva inevitabili le ostilità, i tre ritennero opportuno non informarlo del documento che, invece, fu subito presentato a Hitler. Ricevuta la sua approvazione, la bozza fu tradotta in francese dall'interprete Paul-Otto Schmidt e quindi consegnata all'ambasciatore italiano Bernardo Attolico; questi riuscì a mettersi in contatto telefonico con Mussolini (che stava per lasciare Roma in treno) e a esporgli i punti del documento. Il Duce fece proprie le proposte tedesche e, peraltro, la bozza "italiana" rappresentò l'unico ordine del giorno per una conferenza che, in realtà, fu caratterizzata da una sorprendente carenza di formalità.

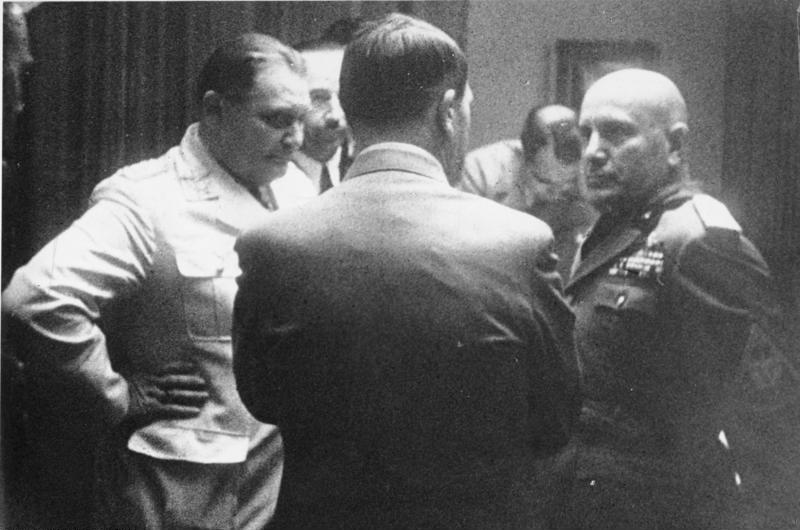
Göring, Hitler e Mussolini a colloquio durante i negoziati

La conferenza si tenne nel cosiddetto Führerbau, situato sulla Königsplatz di Monaco. La prima parte della riunione, dalle 12:45 alle 15:00 circa, fu occupata da questioni preliminari. Daladier fu l'unico a domandare apertamente se si erano ritrovati lì per sottoporre la Cecoslovacchia a un'amputazione che doveva rafforzare la sua salute, o se fosse un modo per indebolirla e portarla alla morte; Mussolini replicò che le intenzioni di Hitler erano state fraintese e che si trattava di consolidare e di rispettare l'esistenza della Cecoslovacchia. Nel pomeriggio l'«iniziativa risolutiva» della conferenza fu del Duce: nella generale incertezza, con trattative che avanzavano faticosamente, temendo che Hitler o von Ribbentrop guastassero tutto con qualche intervento intempestivo e intransigente, estrasse e illustrò la bozza datagli da Weizsäcker e Schmidt e la presentò «come parte integrante di un originale progetto italiano» – una mera menzogna, che nei giorni successivi Roma avrebbe cercato di accreditare (così come la tesi che, senza il passo britannico, Mussolini sarebbe intervenuto presso Hitler).
Lo storico Shirer, che consultò i verbali tedeschi di Monaco, annotò che il primo ministro francese «accolse favorevolmente le proposte del duce, informate a uno spirito oggettivo e realistico» e che Chamberlain «si dimostrò ben disposto nei confronti delle proposte del duce dichiarando che lui stesso aveva concepito la soluzione [del problema] proprio nei termini di tali proposte». L'ambasciatore britannico al seguito di Chamberlain, Nevile Henderson, pensò che Mussolini «avesse presentato, con tatto e come propria, una combinazione delle proposte di Hitler e di quelle anglo-francesi», mentre l'ambasciatore André François-Poncet ebbe l'impressione che i convenuti alla conferenza lavorassero sulla base di un memorandum britannico «steso da Horace Wilson». Una volta accolte così favorevolmente quelle che sembravano essere le proposte italiane, furono discussi alcuni particolari riguardanti i risarcimenti che spettavano ai cechi costretti a lasciare proprietà e bestiame, particolari che Hitler respinse urlando a Chamberlain: «Il nostro tempo è troppo prezioso per essere sciupato in simili trivialità!». In seguito a questa violenta reazione, il primo ministro britannico non diede seguito alla questione.

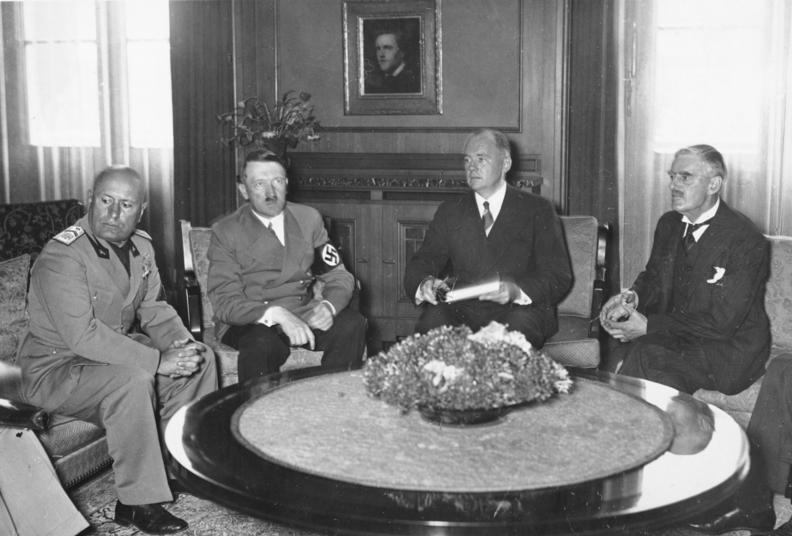
Mussolini, Hitler, Schmidt e Chamberlain in una stanza del Führerbau durante i colloqui

Fin da subito Chamberlain insistette affinché durante la conferenza potesse essere presente un rappresentante ceco o, almeno, che fosse messo a disposizione in caso di necessità o rassicurazioni circa le reali possibilità di Praga di rispettare gli accordi. Di fatto, il Regno Unito «non poteva fornire alcuna garanzia che il territorio [dei Sudeti] sarebbe stato evacuato entro il 10 ottobre se non fosse pervenuta nessuna assicurazione al riguardo da parte del governo ceco»; Daladier appoggiò la richiesta di Chamberlain e aggiunse che il governo francese «non avrebbe tollerato in alcun modo un ritardo in tal senso da parte del governo ceco». Hitler rifiutò seccamente la presenza di qualsiasi funzionario cecoslovacco e ne nacque una breve discussione con Chamberlain (Daladier non contestò il dittatore): alla fine si riuscì a ottenere la piccola concessione di mettere a disposizione, «nella stanza accanto», un rappresentante del governo Syrový. Nella sessione del pomeriggio due funzionari della Cecoslovacchia, l'ambasciatore ceco a Berlino dottor Vojtěch Mastný e il rappresentante del ministero degli Esteri dottor Hubert Masařík, giunsero a Monaco e vennero accompagnati in una sala vicino a quella in cui si stava svolgendo la conferenza; praticamente ignorati per tutto il pomeriggio, solo intorno alle 19:00 vennero avvicinati dal diplomatico al seguito di Chamberlain, Frank Ashton-Gwatkin, che comunicò loro che era stato raggiunto un accordo generale (i cui dettagli ancora non potevano essere divulgati) ancor più duro di quanto le proposte iniziali franco-britanniche non fossero. Alla domanda di Masarik se i due inviati non potessero avere udienza presso il Führer, Ashton-Gwatkin ribatté che ignoravano «quanto fosse difficile la situazione delle grandi potenze» e che non potevano capire «quanto era stato arduo negoziare con Hitler», per cui la loro richiesta era fuori discussione. Alle 20:00 anche Sir Horace Wilson ricevette i due rappresentanti e li mise al corrente dei principali punti dell'accordo di fronte a una carta geografica dei territori dei Sudeti, indicando le zone che il governo ceco avrebbe dovuto far immediatamente sgombrare. Le proteste dei due non sortirono alcun effetto e il funzionario britannico troncò loro la parola, dichiarando mentre lasciava la stanza che non vi era altro di cui discutere. Le rinnovate proteste di Mastný e Masařík non servirono a nulla e, anzi, Ashton-Gwatkin li informò con laconicità che: «Se non accettate [l'accordo] dovrete regolare i vostri conti con la Germania assolutamente da soli. Forse i francesi ve lo diranno in termini più cortesi, ma, credetemi, questo è anche il loro punto di vista. Essi si sono disinteressati della cosa».
Alle ore 21:00 circa la seduta fu sospesa per consentire ai partecipanti di cenare; i lavori ripresero alle 01:00 del 30 settembre e dopo meno di un'ora Hitler, Chamberlain, Mussolini e Daladier apposero le proprie firme all'accordo di Monaco: l'esercito tedesco fu così autorizzato a marciare sulla Cecoslovacchia il 1º ottobre, data che il Führer non mancò di ribadire, e a completare l'occupazione della regione dei Sudeti entro il 10. Hitler aveva ottenuto tutto ciò che a Godesberg gli era stato negato, ancorché solo dopo aver agito all'interno del quadro che era stato dettato dalle potenze vincitrici del 1918, una costrizione che gli causò frustrazione e rabbia.

### I termini dell'accordo

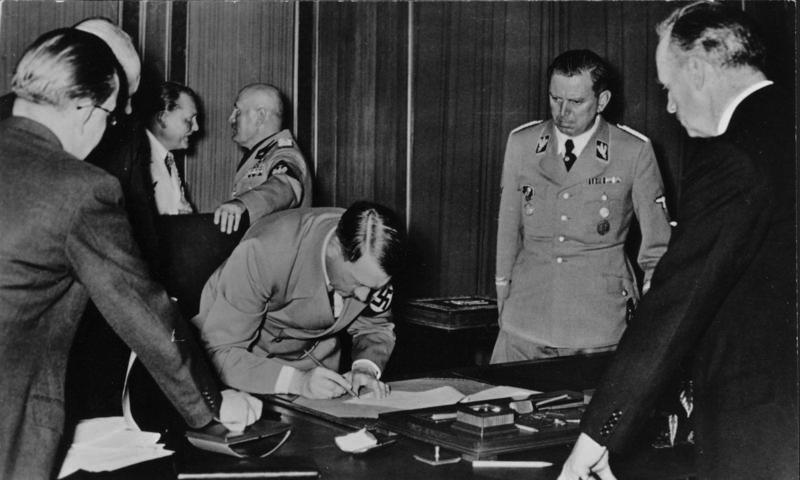
Adolf Hitler firma l'accordo sotto gli occhi del suo aiutante Julius Schaub (alla sua sinistra). Dietro si riconoscono Mussolini e Göring e, di fronte a Hitler, il ministro von Ribbentrop.

L'accordo si articolò nei seguenti punti:
1. Evacuazione cecoslovacca dai Sudeti a partire dal 1º ottobre 1938;
2. Completamento dell'evacuazione entro il 10 ottobre, con la responsabilità del governo cecoslovacco di consegnare tutte le esistenti installazioni senza danni;
3. Definizione delle condizioni dell'evacuazione rimessa a una Commissione internazionale composta da rappresentanti di Germania, Regno Unito, Francia, Italia e Cecoslovacchia;
4. Occupazione dei territori a prevalente popolazione tedesca da parte di truppe tedesche a partire dallo stesso 1º ottobre;
5. Definizione dei territori nei quali si sarebbe dovuto tenere un plebiscito e delle sue modalità;
6. Determinazione definitiva delle frontiere, effettuata dalla Commissione internazionale, con ulteriore facoltà di raccomandare alle quattro potenze (in casi eccezionali) modifiche di minore entità nella determinazione strettamente etnografica delle zone da cedersi senza plebiscito;
7. Attivazione del diritto di opzione per entrare a far parte o per cessare di appartenere al territorio trasferito, da esercitarsi entro sei mesi dalla data dell'accordo, e di una commissione tedesco-cecoslovacca incaricata di studiarne i dettagli, nonché i mezzi atti a facilitare il trasferimento della popolazione e a risolvere le questioni di principio da esso derivanti;
8. Congedo dalle forze armate e dalla polizia (nel termine di quattro settimane dalla firma dell'accordo) di tutti i tedeschi dei Sudeti che l'avessero desiderato e, nello stesso termine di tempo, rilascio dei detenuti tedeschi dei Sudeti imprigionati per reati politici[60][61].

Fu redatto un protocollo aggiuntivo che conteneva la desiderata garanzia franco-britannica sui nuovi confini contro un'aggressione non provocata: italiani e tedeschi, però, subordinarono tale richiesta alla soluzione delle controversie di frontiera della Cecoslovacchia con l'Ungheria e la Polonia. Mezz'ora dopo fu comunicato al governo cecoslovacco la firma dell'accordo, il quale dovette accettare così quanto imposto dalle quattro potenze.
Prima del suo ritorno a Londra, Chamberlain ebbe un ulteriore breve incontro con Hitler e ottenne che firmasse una dichiarazione anglo-tedesca nel quale si ribadiva l'importanza primaria delle buone relazioni anglo-tedesche per la pace in Europa; si affermava che l'accordo di Monaco e l'accordo navale anglo-tedesco avrebbero rappresentato gli intenti collaborativi e il desiderio dei due paesi di adoperarsi per il mantenimento di reciproche buone relazioni; si sentenziava che il «metodo della consultazione sarebbe stato adottato per trattare ogni altra questione che potesse sorgere tra i due paesi», data la risolutezza degli sforzi per «rimuovere le possibili fonti di divergenza e così contribuire ad assicurare la pace in Europa». L'interprete Schmidt, nella sua relazione ufficiale sulla conferenza, annotò che il Führer «aderì con una certa riluttanza» alle richieste del primo ministro britannico, spinto quasi unicamente dal desiderio di «far piacere a Chamberlain», il quale «ringraziò vivamente il Führer [...] sottolineando il grande effetto psicologico che egli si attendeva da tale documento».

## Analisi e conseguenze

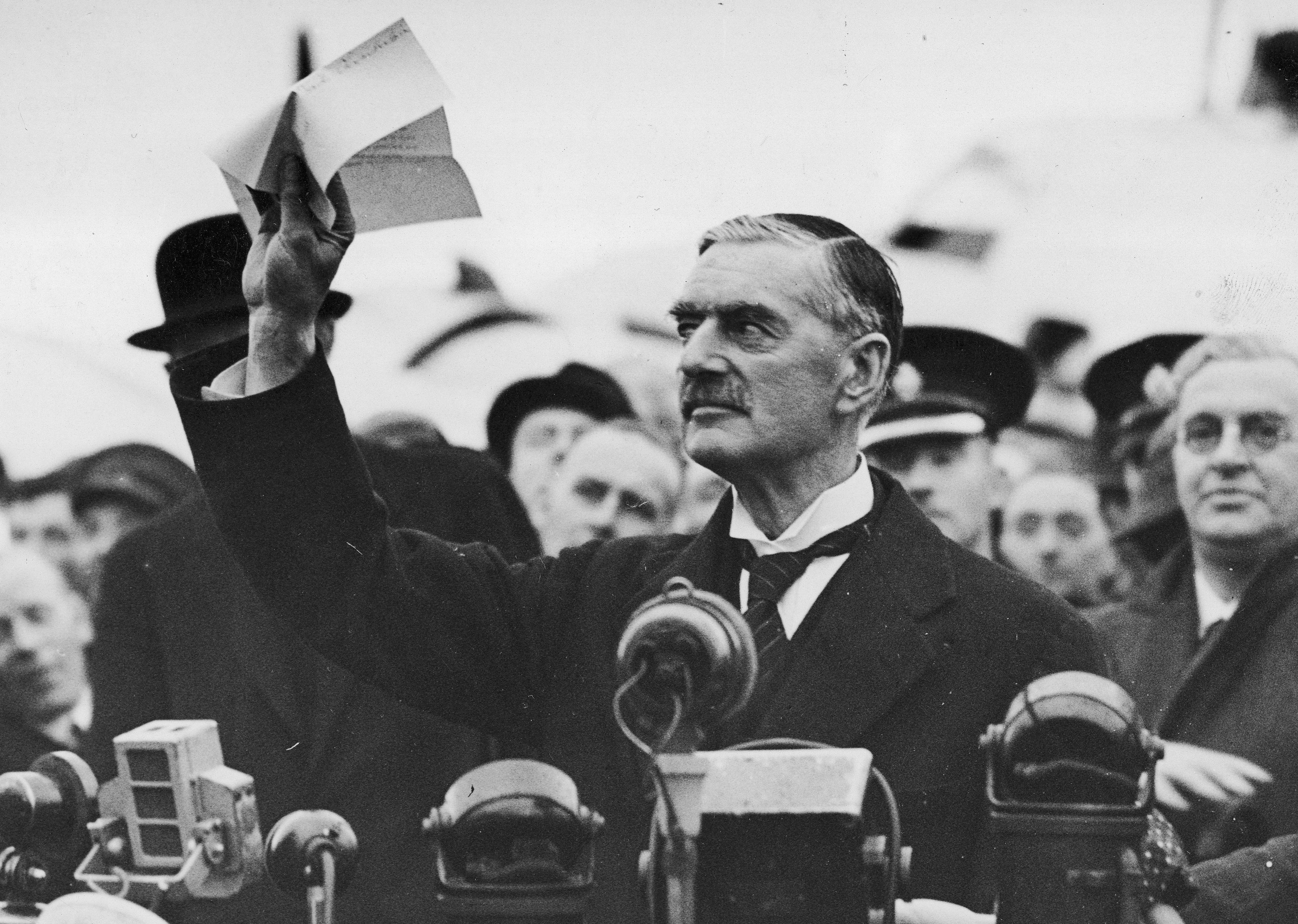
Il trionfale ritorno in Gran Bretagna di Chamberlain il 30 settembre, che sventola in pubblico una copia del trattato che garantirà «la pace nel nostro tempo» (Peace for our time)

Il 20 novembre fu fissata l'intesa definitiva sui confini e la Cecoslovacchia trasferì alla Germania circa 28 490 km² di territorio in cui risiedevano circa 2 800 000 tedeschi dei Sudeti e 800 000 cechi e nel quale, inoltre, si trovavano tutte le opere fortificate costruite nel periodo interbellico con lo scopo di erigere una salda linea difensiva per proteggere il confine con la Germania. L'accordo di Monaco ebbe effetti devastanti sull'economia della Cecoslovacchia, a cominciare dalle reti ferroviarie e stradali e dai sistemi di comunicazioni, di fatto smembrati o requisiti dalla Germania. Lo storico Shirer riporta cifre di fonte tedesca che dichiarano, per la Repubblica cecoslovacca, la perdita del 66% dei giacimenti di carbone e dell'80% di quelli di lignite, dell'86% della produzione chimica e dell'80% sia dell'industria cementizia sia di quella tessile; Berlino inglobò anche l'equivalente del 70% della produzione di ferro, acciaio, energia elettrica e il 40% delle foreste fornitrici di legname da costruzione. Il capo alle operazioni della Wehrmacht colonnello generale Jodl, che doveva la propria posizione a Hitler, non lesinò nel proprio diario le lodi «[al] genio del Führer e [al]la sua decisione di non indietreggiare nemmeno dinanzi a una guerra mondiale» e si augurò che, a fronte della seconda conquista senza spargimento di sangue, «[...] gli increduli, i deboli e i dubitosi si convertano e si attengano a questa linea».
Nel 1938 la guerra fu evitata perché nessuna delle potenze coinvolte era in realtà pronta a rischiarla. Secondo lo storico britannico Richard Overy, il patto di Monaco «non fu un accordo onorevole perché lasciò i cechi alla mercé della diplomazia delle grandi potenze, proprio com'era avvenuto nel 1919, ma impedì temporaneamente a Hitler di fare quello che voleva in Europa centrale»; tuttavia egli ritiene che, dati il contesto diplomatico in cui erano costrette a muoversi Parigi e Londra, il progressivo disgregarsi dell'ordine geopolitico in Europa, nel Mediterraneo e in Estremo Oriente e la pressione dell'opinione pubblica contro la guerra, «l'accordo di Monaco rappresentò comunque una soluzione realistica e di equilibrio tra interessi e risorse occidentali». Nel dopoguerra, gli storici considerarono la conferenza come un punto di svolta nella politica europea nella prima metà del Novecento, anche se ciò non fu immediatamente evidente per i contemporanei. Chamberlain fu universalmente acclamato quale salvatore della pace e si diffuse l'impressione che si potesse ancora stabilire un ordine alternativo solo con la revisione del trattato di Versailles; in particolare, aveva generato ottimismo l'apparente riconoscimento hitleriano della qualifica di arbitri a Regno Unito e Francia: Chamberlain era partecipe di questo sentimento e pensò di avere ancora un margine di manovra per raggiungere l'obiettivo di una conciliazione generale, tanto da ritenere non lontane discussioni su quelle questioni economiche e coloniali che erano considerate gli ultimi ostacoli alla stipula di un accordo duraturo.
Hitler considerò invece l'accordo di Monaco una delusione e, in seguito, come il suo più grande errore. La "lezione di Monaco" lo spinse a meglio programmare la preparazione e l'inizio di una guerra europea, per non ricadere in ciò che definì il risultato scoraggiante del 1938. In particolare, cominciò a delineare la necessità di sconfiggere la Francia e di escludere dal continente il Regno Unito, per poter intraprendere quella che era considerata la sacra missione del nazismo: abbattere l'Unione Sovietica e accedere così ai grandi spazi dell'Europa orientale per insediarvi il popolo tedesco. Il governo tedesco diede inizio a un'intensa campagna propagandistica, per ridurre la riluttanza popolare di fronte alla guerra, e impresse una decisa accelerazione al riarmo, dando soprattutto impulso alla Luftwaffe e alla Kriegsmarine, le armi migliori per affrontare i britannici e infliggere loro duri colpi; circa la Francia, si era percepito abbastanza chiaramente che era del tutto restia a combattere. In campo diplomatico la dirigenza nazista seguì due linee parallele: da una parte Hitler cercò di avvicinare alcune potenze di maggior prestigio e dall'altra di convincere alcuni paesi, sul confine orientale tedesco, ad accettare protezione per garantire un fronte orientale tranquillo mentre la Wehrmacht si sarebbe scatenata a occidente. In entrambi i casi furono colti un successo e un fallimento. Tra le due potenze maggiori prescelte, Italia e Impero giapponese, solo la prima finì per legarsi alla Germania in modo definitivo e, per la sicurezza dei confini orientali, Berlino estese la propria influenza sull'Ungheria e concluse persino un'incredibile intesa con l'Unione Sovietica (che previde, tra le altre cose, l'annessione tedesca della Lituania). Tuttavia non riuscì a trovare alcun compromesso con la Polonia riguardo Danzica e l'omonimo corridoio, ragion per cui la Germania maturò atteggiamenti sempre più bellicosi nei confronti del paese vicino.

### Le reazioni dell'opinione pubblica
In Europa i giornali e le trasmissioni radiofoniche resero evidente il generale e sentito sollievo dell'opinione pubblica per lo scampato pericolo, pure in Germania: il servizio segreto delle SS aveva infatti segnalato tra la popolazione segni di una «psicosi bellica», che si era protratta fino alla firma dell'accordo di Monaco, e sottolineò che «in riferimento alla superiorità del nemico, è affiorato un disfattismo inaspritosi in feroce critica verso "l'avventurismo del Reich"». Le informative rivelarono, inoltre, che molti cittadini erano convinti che l'annessione di un'area in grave crisi economica come i Sudeti avrebbe gravato la Germania di un pesante fardello, al punto che nei giorni di massima tensione si erano registrati massicci ritiri di liquidità dalle banche, avvenuti in un clima di panico; molti abitanti delle zone limitrofe alla Cecoslovacchia avevano già impacchettato beni e averi, pronti a fuggire verso ovest. Al Sicherheitsdienst non sfuggì, poi, che molti tedeschi avevano preferito informarsi sulle emittenti radiofoniche straniere, accrescendo così il proprio pessimismo. Indubbiamente la maggior parte delle persone riteneva giustificate le ambizioni tedesche nella regione dei Sudeti, ma era pur vero che non pensava a una guerra per vederle esaudite, perché – stando ad alcuni rapporti dei servizi segreti di luglio – nessuno sembrava essere convinto che la Germania, da sola, potesse avere la meglio in uno scontro contro Francia e Regno Unito. Lo storico Richard Evans riporta la pregnante testimonianza di una cittadina tedesca, Louise Solmitz, la quale nel suo diario scrisse: «Finalmente possiamo tornare a vivere, tranquilli e felici. Ci siamo tolti dallo stomaco un peso terribile ... Un risultato unico, assolutamente strepitoso: ottenere i Sudeti mantenendo la pace con Francia e Inghilterra». Sempre Evans ha riportato un episodio rivelatore di questo stato d'animo: il 27 settembre 1938 il dittatore aveva organizzato una parata militare per le strade di Berlino in concomitanza con la fine della giornata lavorativa, garantendo quindi, potenzialmente, una cospicua cornice al corteo di autocarri e mezzi corazzati che si apprestava a muovere verso la Cecoslovacchia. Ma i berlinesi «contrariamente alle aspettative di Hitler si precipitarono nelle stazioni della metropolitana. Nessuno volle saperne di assistere alla sfilata [...]».

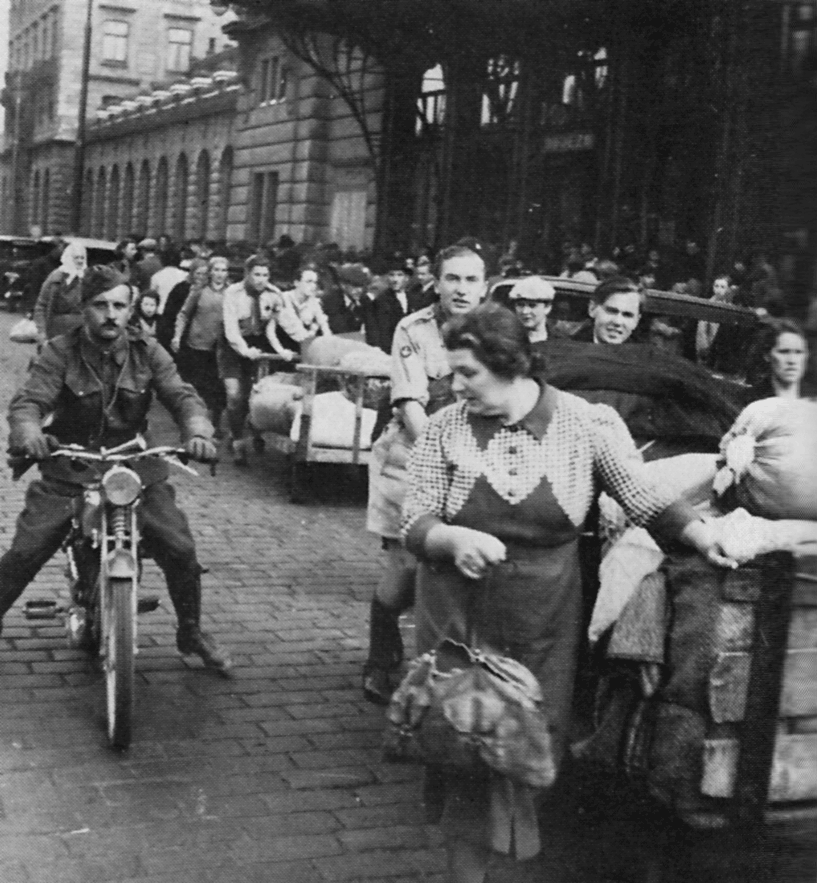
Rifugiati cechi provenienti dai Sudeti alla stazione di Praga

In seno alle alte sfere naziste si profilò il raffreddamento dei rapporti tra Hitler e Göring, poiché proprio il corpulento ministro aveva premuto per realizzare la conferenza e trovare un compromesso con le potenze occidentali, e l'avvicinamento progressivo del Führer a von Ribbentrop e Heinrich Himmler, due uomini di partito che in quel frangente si erano mostrati risoluti all'idea di una guerra. La risoluzione pacifica della crisi ebbe l'effetto collaterale di arrestare l'azione dei cosiddetti congiurati che avevano pianificato un colpo di Stato di fronte all'arrischiata avventura hitleriana. L'opposizione si era strutturata attorno al capo di stato maggiore dell'esercito Halder, al capo dell'Abwehr ammiraglio Wilhelm Canaris e al comandante del distretto militare di Berlino generale di corpo d'armata Erwin von Witzleben, che avevano stabilito legami con personalità provenienti dagli ambienti conservatori come Hans Oster (noto per aver già ordito piani contro il Führer), Hjalmar Schacht, Carl Friedrich Goerdeler, alti funzionari degli Esteri come von Weizsäcker, Adam von Trott zu Solz e Hans-Bernd von Haeften, infine esponenti della burocrazia tra i quali Hans Bernd Gisevius e il conte Peter Yorck von Wartenburg. Questo gruppo eterogeneo era però minato da serie debolezze, prima tra tutte la condivisione degli obiettivi hitleriani in politica estera, dato che il loro dissenso era legato piuttosto all'eccessiva aggressività del governo nazista, e, in secondo luogo, la mancanza di qualsiasi appoggio o testa di ponte tra le file del partito: anzi, lo scandalo Fritsch-Blomberg e l'inaspettato, incruento successo in Austria avevano messo in minoranza il ministero degli Esteri e il corpo ufficiali, quest'ultimo in particolare screditato da Göring, che subito dopo l'annessione aveva insinuato avesse «uno spirito di pusillanimità; uno spirito che va sradicato!». L'opposizione era, dunque, sostanzialmente impotente e anche nel caso di un fallimento della conferenza, nell'opinione dello storico Shirer, i congiurati non avrebbero trovato appoggi fuori dall'esercito «e le prospettive di riuscita, pertanto, erano alquanto magre».
A Roma, Mussolini fu accolto da una folla festante ed egli si affacciò dal balcone di palazzo Venezia per pronunciare poche e stringate parole: «Camerati! Voi avete vissuto ore memorabili. A Monaco noi abbiamo operato per la pace secondo giustizia. Non è questo l'ideale del popolo italiano?»; dovette comunque tornare al balcone molte volte, richiamato dalla folla. Secondo lo storico Renzo De Felice, un entusiasmo così spontaneo e convinto attorno al Duce si era avuto solamente il giorno della proclamazione dell'Impero nel maggio 1936. La conferenza fu, per Mussolini, un trionfo non ricercato e una sorpresa per la gioia che aveva generato. Tra la popolazione vi era grande soddisfazione per aver evitato la guerra e aver visto l'Italia assumere il ruolo di arbitro internazionale, a cui obtorto collo le democrazie si erano dovute rivolgere e che Hitler aveva ascoltato; eppure il Duce, forse, dopo anni di propaganda guerrafondaia non fu contento di osservare quanto giubilo fosse scaturito da un accordo di pace. De Felice ritiene che l'atteggiamento degli italiani non fosse tanto rivolto verso l'«artefice geniale di Monaco», bensì nei confronti del «salvatore della pace», il che secondo Mussolini denotò mancanza di «dignità» e di «spirito di sacrificio», così come «gretto egoismo borghese» e «pacifismo», paure non diverse quindi da quelle delle «putride democrazie». Ciò dimostrava che l'"uomo nuovo fascista" era ben lungi dall'essere stato plasmato e le informative della polizia confermarono che lo stato d'animo degli italiani era perlopiù orientato verso la pace.
Il capo del governo britannico ritornò in patria accolto trionfalmente come garante della pace. Chamberlain definì il patto come l'assicurazione della «pace del nostro tempo», ma non mancarono le voci di protesta: il giorno seguente il primo lord dell'ammiragliato Duff Cooper si dimise, denunciò che l'accordo significava guerra imminente e non pace, e sostenne che le dichiarazioni del primo ministro avrebbero giustificato a fatica il necessario riarmo. L'ammiraglio aveva ragione, dato che già a fine ottobre Hitler si volse contro la Polonia e il 21 segnalò Memel in Lituania come obiettivo secondario; a fine novembre il News Chronicle riferì persino che la Wehrmacht stava marciando su Praga. Sebbene la notizia non fosse esatta, la credibilità delle dichiarazioni hitleriane circa le ultime rivendicazioni svanì del tutto, peraltro senza alcuna reazione o seria opposizione da parte delle democrazie, in realtà incapaci di assumersi la fattiva difesa dei nuovi confini cecoslovacchi. Winston Churchill sintetizzò le conseguenze di Monaco nel suo discorso alla Camera dei comuni del 5 ottobre: «Abbiamo subito una disfatta totale e senza scusanti ... Ci troviamo dinanzi a un disastro di prima grandezza. La via lungo il Danubio ... la via al Mar Nero è stata aperta [ai tedeschi] ... Tutti i paesi dell'Europa centrale e del bacino danubiano verranno assorbiti, l'uno dopo l'altro, nel vasto sistema della politica nazista ... E non pensate che questa sia la fine. È soltanto l'inizio ...».
Il presidente del Consiglio francese, atterrato all'aeroporto di Parigi-Le Bourget il 30 settembre, al contrario delle sue aspettative trovò una folla festante ad accoglierlo; sorpreso da tale reazione da parte dell'opinione pubblica francese, alcuni testimoni riferirono nel dopoguerra che egli avesse esclamato «Che imbecilli!». Daladier era ben cosciente che la popolazione non aveva afferrato cosa davvero avesse significato l'accordo di Monaco, ovvero una cocente sconfitta diplomatica per la Francia: egli sapeva che, con la sua firma, aveva suggellato il tradimento di Parigi verso la Cecoslovacchia. Il 1º ottobre il colonnello Charles de Gaulle, in quel momento di stanza alla guarnigione di Metz, scrisse alla moglie Yvonne: «I francesi [...] lanciano grida di gioia, mentre le truppe tedesche entrano trionfanti nel territorio di uno Stato che noi stessi abbiamo costruito, di cui dovremmo garantire i confini e che è nostro alleato. Pian piano ci abituiamo al senno di poi e all'umiliazione [...]». 
Del medesimo avviso fu anche il Partito Comunista Francese il quale dichiarò che l'accordo non significava nulla per Hitler, il quale avrebbe continuato la sua politica espansionistica senza preoccuparsi del patto siglato a Monaco.

### La fine della Cecoslovacchia

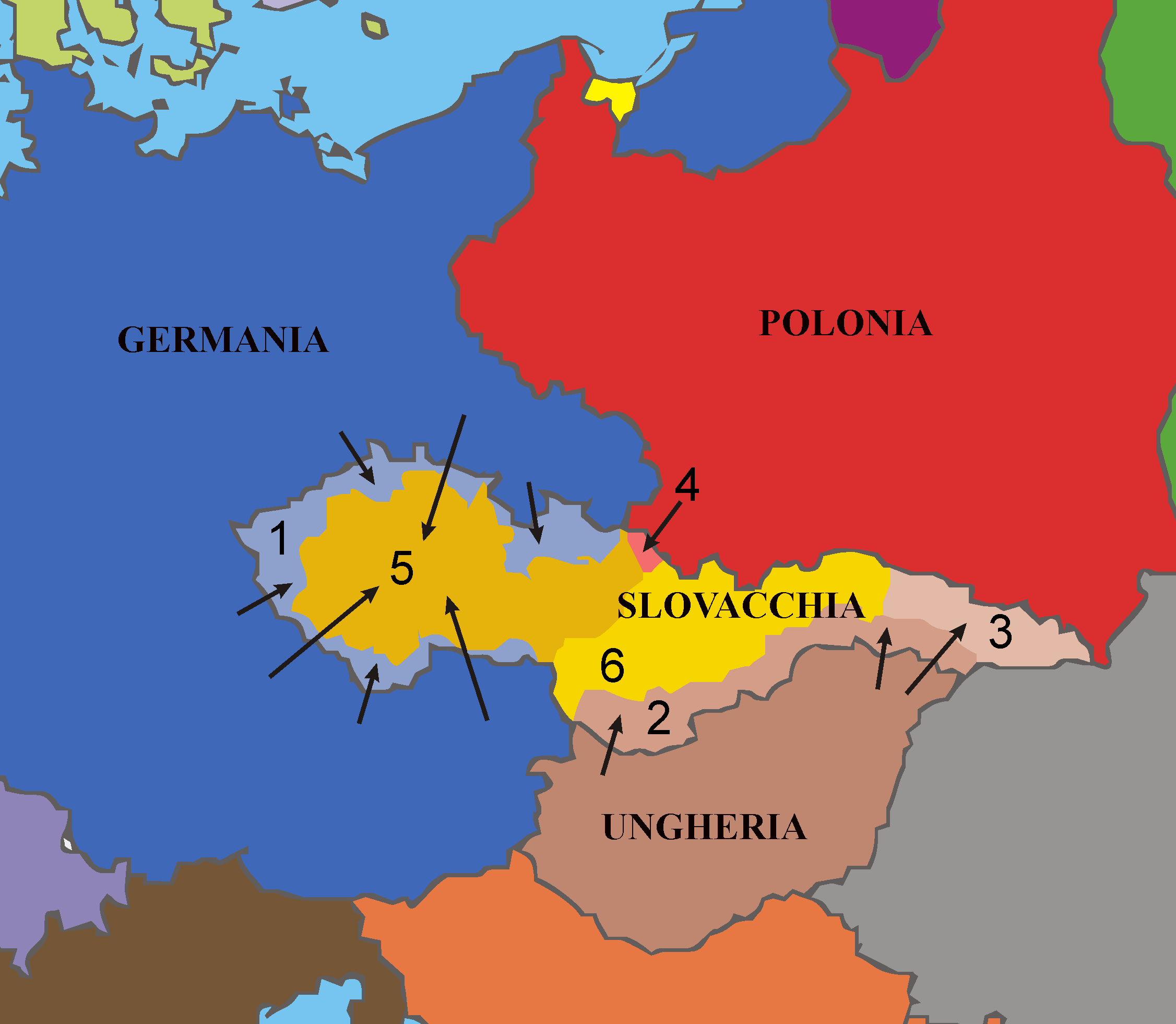
Smembramento della Cecoslovacchia:
1. Nell'ottobre 1938 vengono annessi i territori Sudeti da parte della Germania.
2. Nel novembre 1938, in accordo con il primo arbitrato di Vienna, l'Ungheria annette i territori a maggioranza ungherese.
3. Nel marzo 1939, l'Ungheria annette l'Ucraina carpatica, che si era appena dichiarata indipendente.
4. Nell'ottobre 1938 la Polonia annette Těšín e la Zaolzie, a maggioranza di lingua polacca.
5. Nel marzo 1939, la Germania occupa i territori di lingua ceca, trasformati nel Protettorato di Boemia e Moravia.
6. Il resto della Cecoslovacchia diviene uno Stato autoritario, la Repubblica Slovacca, satellite della Germania nazista.

L'esito della conferenza spinse la Polonia a procedere speditamente con le proprie rivendicazioni nei confronti della Cecoslovacchia. Già il 30 settembre 1938 la giunta militare di Varsavia chiese la cessione della striscia di territorio intorno a Těšín sul confine settentrionale cecoslovacco, dove risiedeva una forte minoranza di lingua polacca; il governo ceco non poté far altro che accettare passivamente, il 2 ottobre reparti meccanizzati polacchi occuparono la zona e i generali polacchi «sottoposero l'area annessa a un processo di polonizzazione e di autoritarismo già impiantati nel paese». L'operato di Varsavia fu presto imitato dall'ammiraglio reggente Miklós Horthy, capo di Stato ungherese, che accampò presunti diritti sulle zone cecoslovacche lungo la frontiera, abitate in prevalenza dalla minoranza magiara; le forze armate di Budapest in quel momento, però, erano in pieno processo di espansione e ricostruzione e difettavano ancora di ampie capacità operative, per cui Horthy preferì la strada dei negoziati diplomatici, pur condotti in un'atmosfera tesa e con scarse aperture per Praga. Le offerte cecoslovacche di offrire una larga autonomia alle zone abitate dalla minoranza magiara furono respinte sprezzantemente dai diplomatici ungheresi. La controversia fu infine risolta con la mediazione dell'Italia e il benestare tedesco (primo arbitrato di Vienna), così il 2 novembre circa 12 000 km² di territorio abitati da circa 1 milione di persone, di cui 300 000 slovacchi o cechi, furono ceduti all'Ungheria. Nel corso delle trattative spiccò la completa assenza di rappresentanti francesi e britannici, prova eloquente della repentina perdita di influenza in Europa centro-orientale a tutto vantaggio delle potenze dell'Asse e soprattutto della Germania.

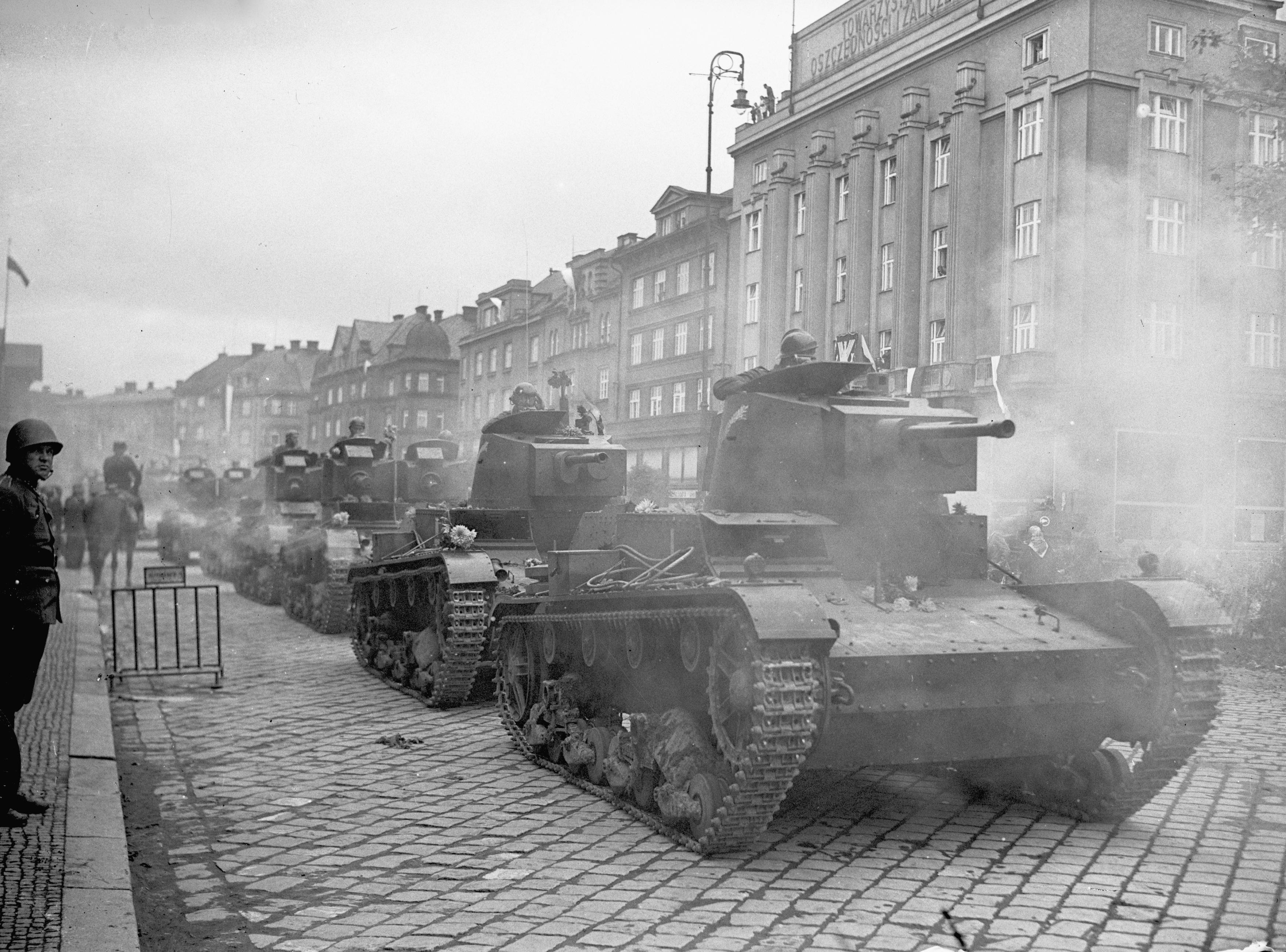
L'occupazione polacca di Těšín: i carri armati sono dei 7TP, sia del modello a torretta singola sia a doppia torretta (in secondo piano)

Il governo di concentrazione nazionale di Syrový, durante le dure trattative con Horthy, aveva dovuto anche gestire l'esplodere di antichi contrasti economici, sociali e religiosi tra le comunità ceche e slovacche, pur con scarso successo: il 7 ottobre, infatti, i capi dei partiti politici slovacchi istituirono una regione autonoma con un proprio governo, nominalmente ancora parte dello Stato cecoslovacco. Alla disperata ricerca di appoggi, la Cecoslovacchia decise di adottare metodi più vicini alle politiche tedesche e la giunta militare usò la mano pesante nei confronti di comunisti e socialdemocratici; intanto, le autorità slovacche di Bratislava crearono uno Stato a partito unico deputando l'applicazione delle sue linee programmatiche a una forza paramilitare, la Guardia di Hlinka. Il sistema di Versailles in Europa orientale, a lungo curato dalla Francia, crollò definitivamente il 25 febbraio 1939 con l'adesione dell'Ungheria al Patto anticomintern e l'offerta di "amicizia" del governo rumeno alla Germania: in entrambi i Paesi danubiani si assisté a una brusca virata a destra e all'intensificazione dei provvedimenti antisemiti, una politica già seguita del resto dalla Polonia.

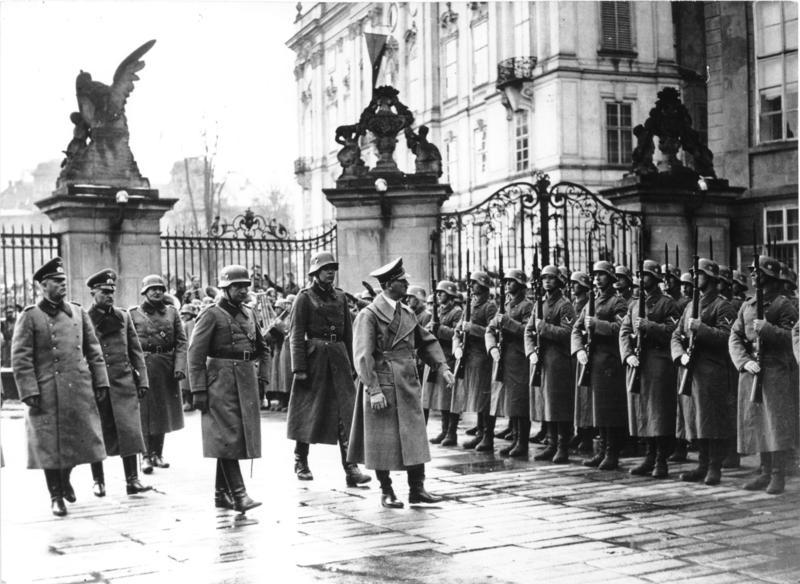
Hitler ispeziona le truppe nel cortile del castello di Praga, 15 marzo 1939

Accettato con riluttanza dal Führer, l'accordo di Monaco rappresentò solo una battuta d'arresto all'espansionismo tedesco-nazista: l'occupazione integrale della Cecoslovacchia avrebbe garantito da una parte un vantaggio strategico per le pianificate operazioni contro la Polonia, dall'altra l'assorbimento di importanti stabilimenti industriali militari (come la Škoda), di giacimenti minerari, impianti siderurgici, tessili e vetrari, oltre a manodopera qualificata. L'opportunità di accaparrarsi la repubblica in difficoltà fu offerta a Hitler dal rapido deteriorarsi dei rapporti tra cechi e slovacchi, divisi circa questioni finanziarie: la tensione tra le due etnie si inasprì al punto che, il 10 marzo 1939, Praga inviò l'esercito a Bratislava per scongiurare una possibile secessione slovacca. Dopo frenetiche trattative, i capi nazionalisti slovacchi guidati dal partito clerico-fascista di monsignor Jozef Tiso concordarono con il governo nazionale uno statuto federativo, ma poi volarono a Berlino per ottenere la protezione personale di Hitler; il 14 marzo proclamarono l'indipendenza e da quel momento il regime autoritario-nazionalista di Tiso divenne uno dei più fidati satelliti della Germania. Di fronte all'imminente dissoluzione dello Stato cecoslovacco, anche il presidente della Repubblica Emil Hácha si recò a Berlino per incontrare Hitler: fu però messo di fronte alla minaccia di un bombardamento aereo della capitale e informato che l'esercito tedesco era già sul confine. Dopo essere svenuto, Hácha si riprese e telefonò a Praga per ordinare di non opporre resistenza all'invasione, quindi nelle prime ore del 15 marzo firmò un documento che autorizzava l'instaurazione di un protettorato tedesco sul suo paese.
Alle 06:00 della stessa giornata, dunque, le truppe tedesche oltrepassarono il confine ceco e intorno alle 09:00 entrarono a Praga, dove furono accolte da ostilità generalizzata; all'arrivo di Hitler le strade della capitale erano deserte. Il giorno seguente fu costituito per decreto il Protettorato di Boemia e Moravia (Reichsprotektorat Böhmen und Mähren), furono ripristinate le antiche denominazioni asburgiche e tutte le istituzioni cecoslovacche furono abolite: rimase solo un esecutivo ceco sotto la presidenza di Hácha, ma il vero potere era detenuto dal governatore, l'ex ministro degli Esteri von Neurath. In un primo momento von Neurath tenne una linea tutto sommato moderata, ma, sotto l'incitamento di Karl Hermann Frank, comandante delle SS e delle forze di polizia del Protettorato (SS- und Polizeiführer), ebbero inizio migliaia di arresti di comunisti o presunti tali, di socialdemocratici ed esuli tedeschi, interrogatori della Gestapo, deportazioni verso i campi di concentramento della Germania. L'occupazione di un territorio "non germanico", dopo settimane di rassicurazioni, diede prova definitiva della malafede di Hitler e di come egli considerasse carta straccia qualsiasi trattato, compreso il sofferto accordo di Monaco che, per pochi mesi, all'opinione pubblica internazionale era sembrato essere inviolabile ed era stato accolto come un nuovo inizio. Gli eventi del marzo 1939 inflissero un duro colpo anche ai più tenaci fautori della politica di appeasement, sostanzialmente abbandonata con la presa di coscienza che la politica estera perseguita da Hitler non mirava a conquistare posizioni di forza da cui trattare, ma a realizzare un progetto ideologico con cui «giungere con la forza al dominio del mondo».
Il lembo orientale del paese ormai al collasso, il 15 marzo si dichiarò a sua volta indipendente con il nome di Repubblica dell'Ucraina carpatica, sotto la guida di Avgustin Vološin, e proclamò l'ucraino lingua unica e ufficiale; lo stesso giorno la neonata repubblica fu invasa dall'esercito ungherese, che incontrò una debole resistenza da parte delle truppe irregolari dell'Ucraina carpatica e dell'esercito cecoslovacco, che fu costretto a riparare in Romania.

### Esplicative
1. ↑  Già durante la prima guerra mondiale, nel 1916, Edvard Beneš, Milan Rastislav Štefánik e Tomáš Masaryk avevano creato il Consiglio nazionale cecoslovacco. Masaryk negli Stati Uniti, nel Regno Unito e Russia, Štefánik in Francia e Beneš in Francia e Regno Unito lavorarono senza sosta per ottenere il riconoscimento degli Alleati. Quando risultarono impossibili le trattative segrete tra gli Alleati e l'imperatore Carlo I d'Austria, gli Alleati riconobbero nell'estate 1918 che il Consiglio nazionale cecoslovacco sarebbe stato il principale artefice del futuro governo cecoslovacco. Vedi: (CS) Vratislav Preclík, Masaryk a legie, Karviná, 2019,  pp. 6-30, 36-39, 41-42, 106-107, 111-112, 124-125, 128, 129, 132, 140-148, 184-199, ISBN 978-80-87173-47-3.
2. ↑  «I cannot believe that you will take the responsibility of starting a world war which may end civilization for the sake of a few days' delay in settling this long standing problem»
Vedi: (EN) Mr. Chamberlain's Statement on Negotiations with Herr Hitler, in Bulletin of International News, vol. 15, n. 20, Royal Institute of International Affairs, 1938,  pp. 30–39.
3. ↑  Memel (attuale Klaipėda) è un porto affacciato sul Baltico, trasferito dalla Germania alla Lituania nel 1919 con il trattato di Versailles. La decisione di occuparla fu presa senza grossi studi diplomatico-militari, poiché l'operazione non presentava particolari difficoltà; non a caso le direttive di Hitler ai capi militari precisavano semplicemente che la città doveva essere «annessa». Vedi: Shirer, p. 657.

### Bibliografiche
1. ↑   Monaco, Conferenza e Patto di in "Dizionario di Storia", su www.treccani.it. URL consultato il 21 agosto 2023.
2. ↑   Giuseppe Picheca, Monaco 1938, cosa rimane del grande tradimento, su progetto.cz, Progetto Repubblica Ceca. URL consultato il 30 gennaio 2022.
3. ↑  Di Nolfo, p. 232.
4. ↑  Di Nolfo, pp. 218-219.
5. 1 2  Di Nolfo, p. 219.
6. ↑  Overy, pp. 33-34.
7. ↑  Di Nolfo, pp. 219-220.
8. ↑  Di Nolfo, p. 220.
9. ↑  Di Nolfo, pp. 221-222.
10. 1 2  Overy, p. 32.
11. 1 2  Di Nolfo, p. 209.
12. ↑  Overy, pp. 30-31.
13. ↑  Overy, p. 33.
14. ↑  Di Nolfo, p. 210.
15. ↑  Overy, p. 35.
16. ↑  Ranzato, pp. 310-311.
17. ↑  Overy, pp. 36-37.
18. ↑  Corni, Cap. 1. Una politica aggressiva – All'aggressività della politica tedesca l'Inghilterra risponde cercando la pace.
19. ↑  Di Nolfo, p. 211.
20. ↑  Di Nolfo, da p. 152 a p. 158.
21. ↑  Di Nolfo, pp. 211-212.
22. ↑  Milza, p. 753.
23. ↑  Milza, p. 755.
24. ↑  Milza, pp. 756-757.
25. ↑  Di Nolfo, p. 213.
26. 1 2 3  Shirer, p. 548.
27. ↑  Shirer, p. 549.
28. ↑  Evans, pp. 615-616.
29. 1 2  Evans, p. 616.
30. 1 2  Shirer, p. 550.
31. 1 2  Shirer, p. 547.
32. 1 2  Evans, pp. 616-617.
33. 1 2  Corni, Cap. 1. Una politica aggressiva – I fattori economici condizionano la politica estera di Hitler.
34. ↑  Corni, Cap. 1. Una politica aggressiva – 1938: un colpo alle élites conservatrici e la radicalizzazione della politica estera.
35. ↑  Evans, p. 617.
36. 1 2  Evans, p. 618.
37. ↑  Shirer, pp. 553-558.
38. ↑  Overy, p. 47.
39. ↑  Evans, p. 620.
40. ↑  Shirer, p. 551.
41. ↑  Per una descrizione dettagliata dei dissidi tra Hitler e i generali vedasi Shirer, da p. 561 a p. 570.
42. ↑  Evans, pp. 620-621.
43. ↑  Di Nolfo, p. 229.
44. ↑  Shirer, pp. 598-590.
45. ↑  Evans, pp. 621-622.
46. 1 2  Di Nolfo, p. 230.
47. 1 2 3  Evans, p. 622.
48. ↑  Shirer, pp. 608-609.
49. 1 2  Di Nolfo, pp. 230-231.
50. ↑  Shirer, p. 634.
51. ↑  Shirer, p. 598.
52. 1 2  Overy, p. 49.
53. ↑  Shirer, pp. 635-636.
54. ↑  De Felice, pp. 528-529.
55. ↑  Shirer, pp. 636-637.
56. ↑  Shirer, p. 637.
57. ↑  Shirer, pp. 637-638.
58. ↑  De Felice, p. 530.
59. ↑  Shirer, p. 638.
60. 1 2 3  Di Nolfo, p. 231.
61. ↑  Overy, p. 53.
62. ↑  Shirer, p. 642.
63. ↑  Shirer, p. 646.
64. ↑  Overy, pp. 49-50.
65. ↑  Overy, p. 50.
66. ↑  Weinberg, p. 27.
67. ↑  Weinberg, pp. 27-28.
68. ↑  Weinberg, pp. 29-33.
69. ↑  Evans, p. 623.
70. ↑  Evans, p. 624.
71. ↑  Evans, p. 625.
72. ↑  Evans, pp. 618-619.
73. ↑  Shirer, da p. 571 a p. 589.
74. ↑  De Felice, pp. 530-531.
75. ↑  De Felice, p. 531.
76. ↑  Ferguson, p. 348.
77. ↑  Shirer, p. 648.
78. ↑  (FR) Michael Winock, La tragédie munichoise, su lhistoire.fr, maggio 2015. URL consultato il 30 gennaio 2022.
79. ↑  (FR) En France, seuls les communistes, deux députés et quelques journalistes ont combattu l'accord, in Le Monde.fr, 30 settembre 1968.
80. ↑  Evans, pp. 627-628.
81. ↑  Evans, p. 628.
82. ↑  (SK) Ladislav Deák, Viedenská arbitráž 2. November 1938. Dokumenty, zv. 1 (20. september – 2. november 1938), Martin, Matica Slovenská, 2002,  pp. 9, 24.
83. 1 2  Evans, p. 629.
84. ↑   Gustavo Corni, 1. Piani e progetti dell'espansionismo tedesco, in Il sogno del grande spazio. Le politiche d'occupazione nell'Europa nazista, Bari-Roma, Laterza, 2005, ISBN 978-88-581-1789-7.
85. ↑  Evans, p. 630.
86. ↑  Evans, p. 631.
87. ↑  Evans, p. 633.
88. ↑  Shirer, p. 658.
89. ↑  Evans, p. 636.
90. ↑  Evans, pp. 628-629.
91. ↑  (UK) S'ohodny - 80-riččja z dnja prohološennja Karpats'koï Ukraïny, su ukrinform.ua. URL consultato il 1º marzo 2022.